# Michaeliskirche (Hildesheim)

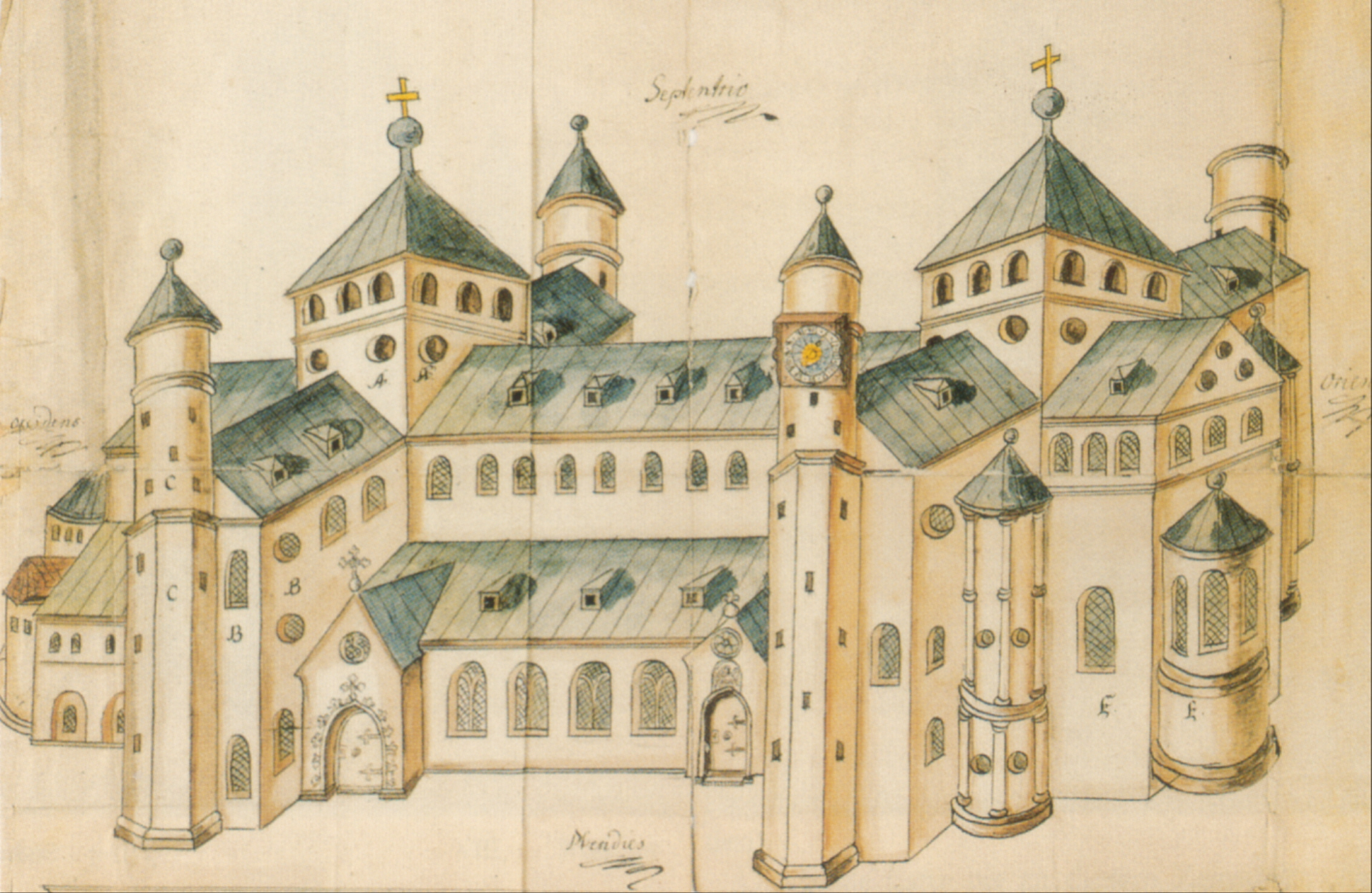
Kirche St. Michael, Zeichnung von 1662

Die Michaeliskirche (auch St. Michaeliskirche oder St. Michaelis) in Hildesheim ist eine ottonische, also vorromanische bzw. nach Kubach frühromanische Kirche. Sie war bis zur Reformation die Abteikirche der gleichnamigen Benediktinerabtei. Heute ist sie evangelisch-lutherische Pfarrkirche. Die Bernwardskrypta gehört zur katholischen Innenstadtpfarrei und wird für Werktagsmessen genutzt. Seit 1985 zählt die Kirche gemeinsam mit dem Hildesheimer Dom unter der Bezeichnung Dom und Michaeliskirche in Hildesheim zum UNESCO-Weltkulturerbe.

## Lage und Umgebung

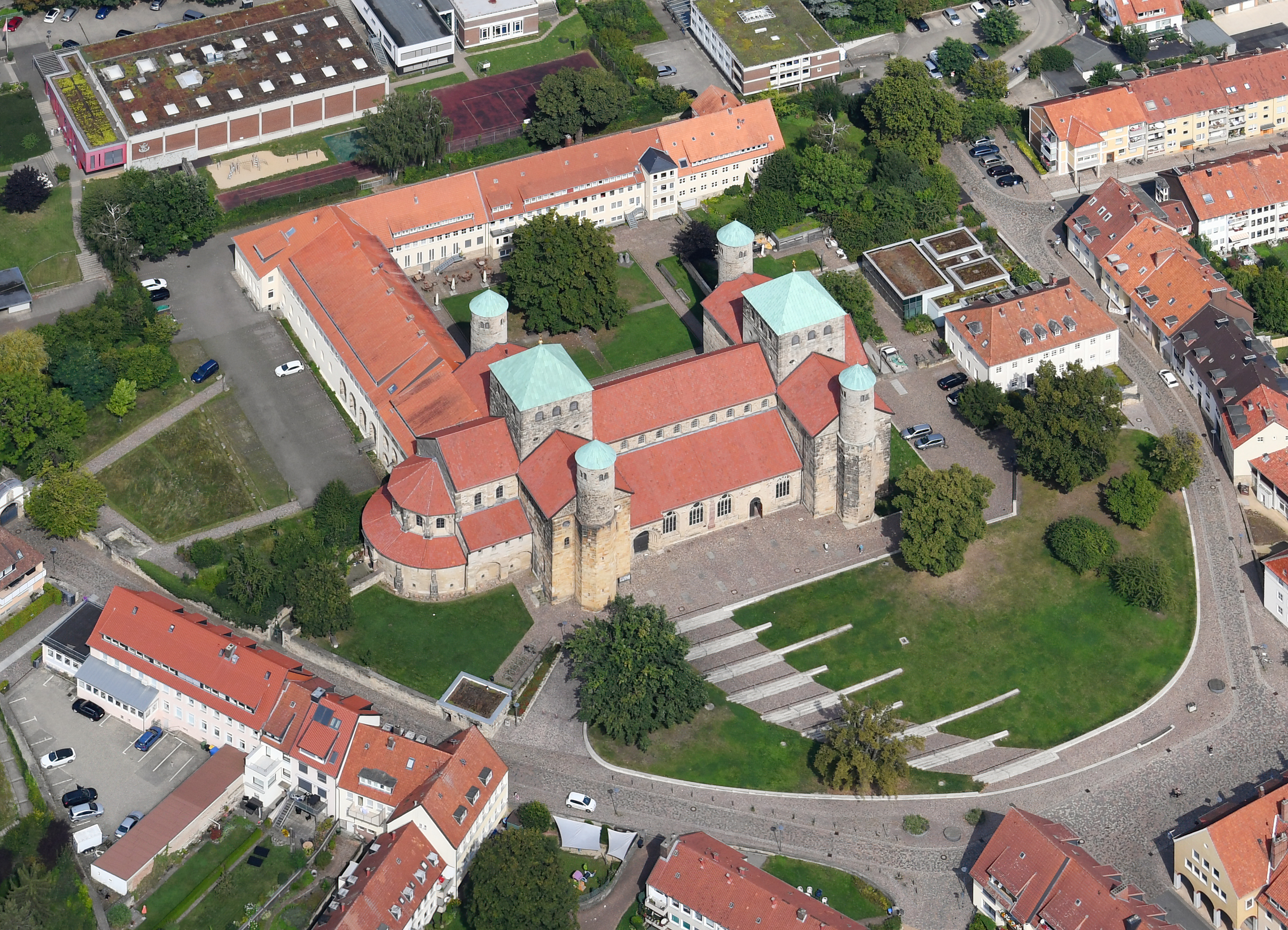
Michaeliskirche mit Klostergarten

St. Michael liegt am nordwestlichen Rand des historischen Stadtkerns von Hildesheim auf dem Michaelishügel (Adresse: Michaelisplatz). Über die Südseite wird das Langhaus durch das Hauptportal betreten. Nördlich hinter der Kirche schließt sich der ehemalige Kreuzgarten an, der nur noch vom mittelalterlichen Westflügel gerahmt wird. Darin schließen sich Neubauten der Nachkriegszeit an, die heute ein Zentrum für Gottesdienst und Kirchenmusik der Landeskirche beherbergen.
Unweit westlich der Michaeliskirche befindet sich der barocke Magdalenengarten. Im Nordwesten schließt das moderne Gymnasium Andreanum an, das auf dem Grund des ehemals zur Michaeliskirche gehörenden Benediktinerklosters nach Plänen von Dieter Oesterlen errichtet wurde. Vom barocken Klosterkomplex stehen nur noch das Zufahrtstor und ein Portal.

## Geschichte

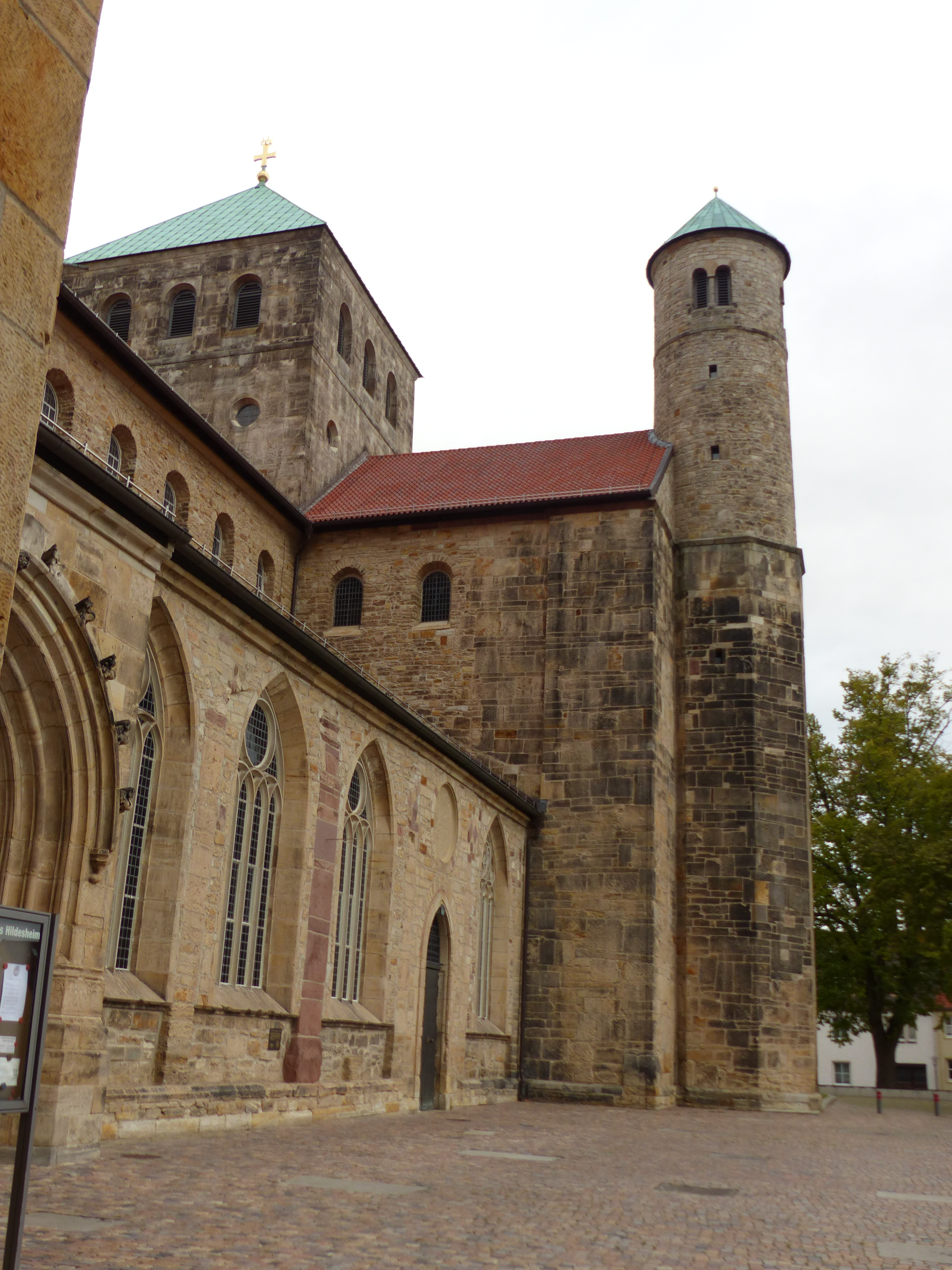
Fassaden teils aus sorgfältig behauenen Quadern, teils aus grobem Bruchstein

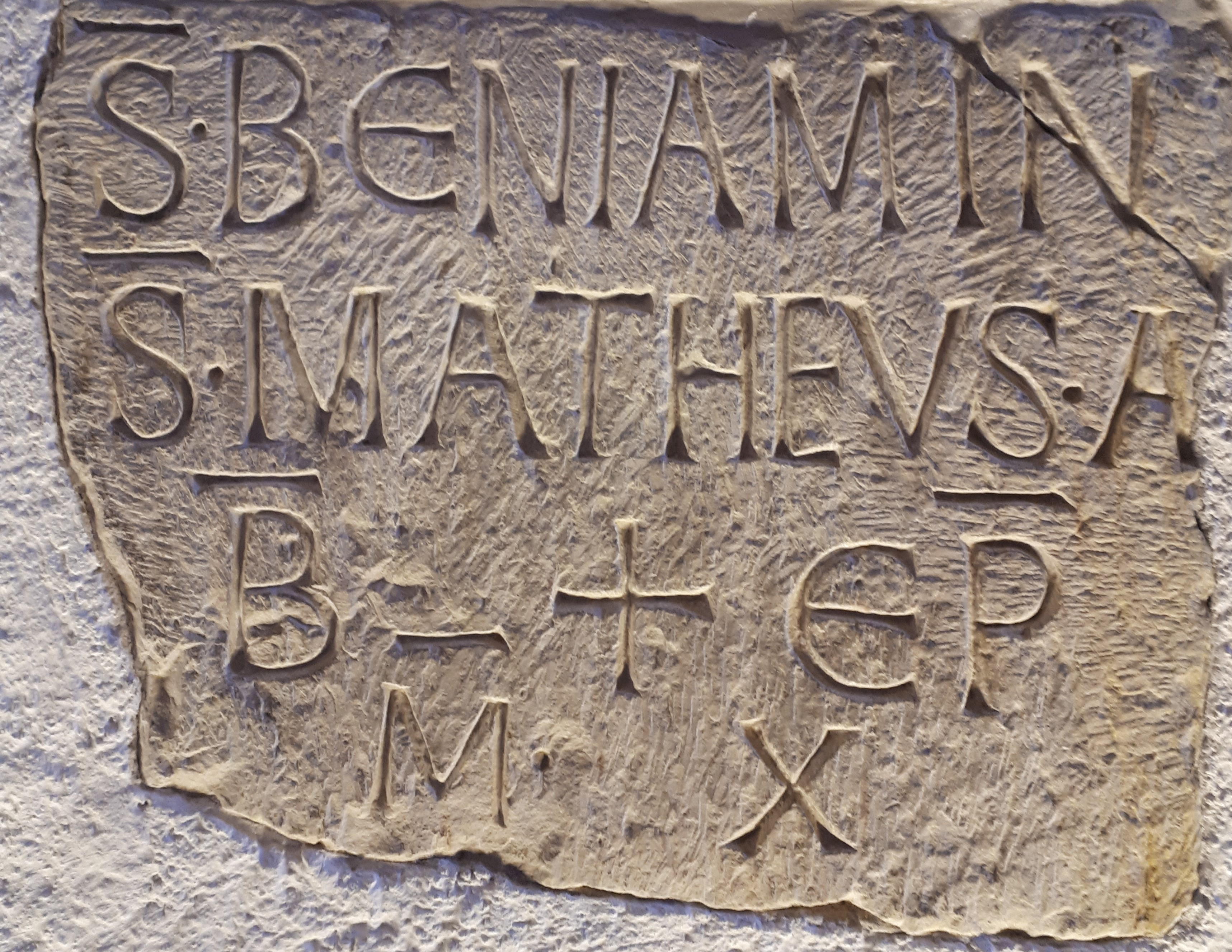
Grundstein von St. Michaelis mit Jahreszahl 1010

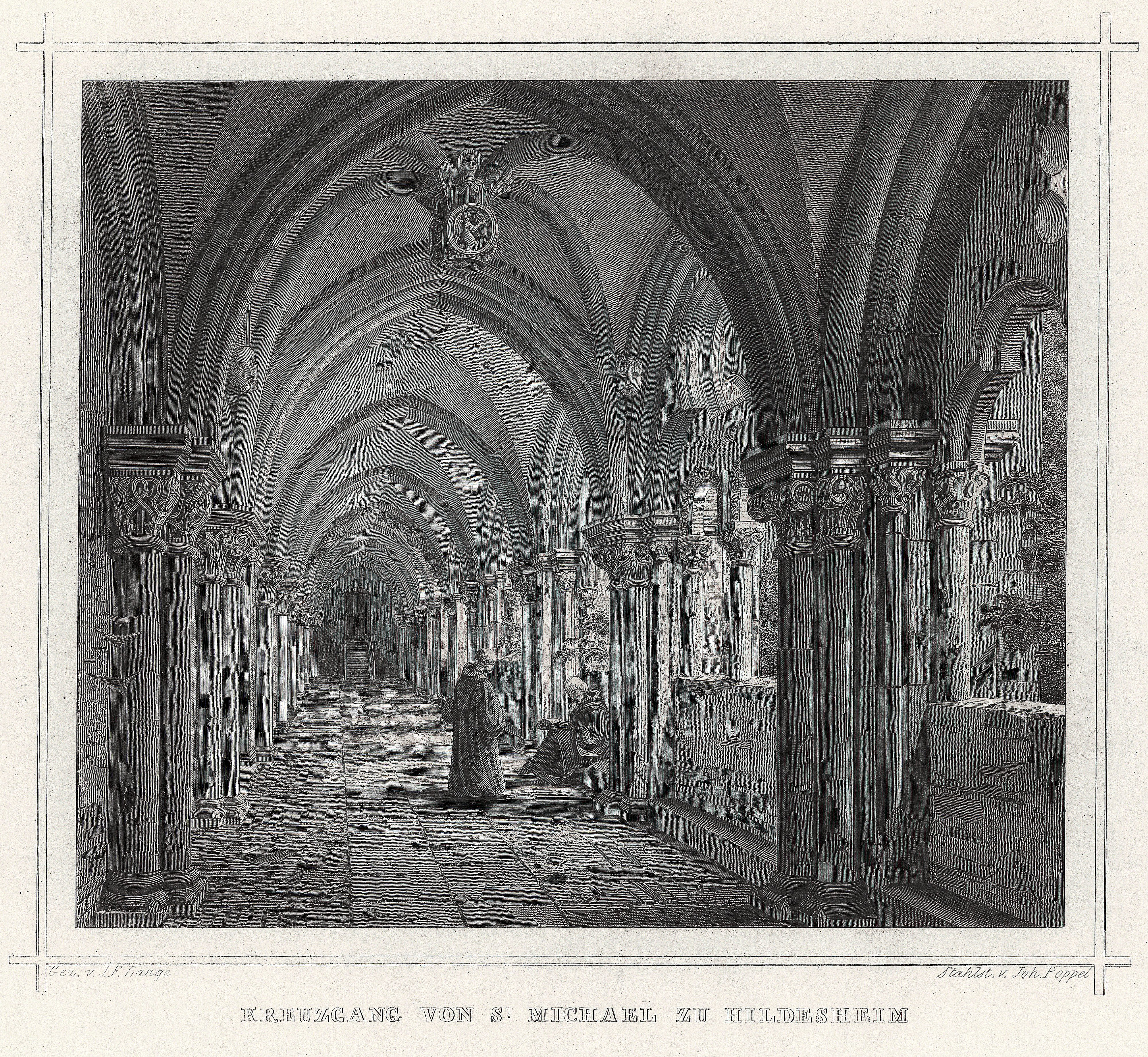
Der Kreuzgang im 19. Jh.

Bischof Bernward von Hildesheim ließ nach seinem Amtsantritt im Jahr 993 auf dem Hügel nördlich der Domburg in Hildesheim eine Kapelle errichten. Diese Kapelle weihte er am 10. September 996 dem Heiligen Kreuz, von dem er eine Partikel von Otto III. als Geschenk erhalten hatte. In einem undatierten Testament schenkte er für die Lebenshaltung der dort angesiedelten Kleriker mit ihrem Propst mehrere Güter, darunter seine Eigenkirche in Burgstemmen. Im Laufe seines Episkopats erweiterte Bernward seine Stiftung zu einem großen Benediktinerkloster und vermachte diesem in einem zweiten Testament vom 1. November 1019 seine gesamten Besitztümer.
Einen 1908 unter dem südwestlichen Treppenturm aufgefundenen Steinblock mit der Jahreszahl 1010 sieht man als einen Grundstein der Abteikirche an. Bernward bestimmte die Westkrypta dieser Kirche zu seiner Grablege und zum Ort des ständigen Gebets für ihn und gab der Anlage den Namen des „Totengeleiters“ Michael. Die Krypta wurde am Michaelistag (29. September) 1015 von ihm geweiht. Am Michaelistag des Jahres 1022 erfolgte die Teilweihe der Kirche. Bernward verstarb am 20. November 1022 im Michaeliskloster und wurde in der Krypta bestattet. Die Weihe der gesamten Kirche erfolgte am Michaelistag 1033 durch Bernwards Nachfolger Godehard.
In der Forschung wird diskutiert, welchen Beitrag Bernward selbst als Architekt geleistet habe. Einigkeit besteht darin, dass Bernwards Leistung bei dem Bau der Michaeliskirche weit über die eines Auftraggebers und Bauherren hinausgehe. Von dem Bauhistoriker Hartwig Beseler wurde er als Architectus sapiens (nach 1 Kor 1,13) bezeichnet, der „geistige Schöpfer des Raumgedankens“. Er war demnach für die Konzeption (dispositio) verantwortlich. Als ausführender Architekt, der für die constructio zuständige Baumeister, wird oft der nachmalige erste Abt (1022 bis 1030) des Michaelisklosters Goderam genannt. Beide haben sich an den Prinzipien des Boethius und vor allem Vitruvs orientiert, die letzterer in seinen Zehn Büchern über Architektur niedergelegt hat.
Einige Forscher vermuten, dass die seit 1035 am Hildesheimer Dom nachweisbaren Bronzetüren ursprünglich für St. Michael bestimmt waren, da deren Inschrift besagt, ihr Stifter Bernward habe sie im Jahr 1015 am „Engelstempel“ (templum angelicum) angebracht. Diese Annahme bekam neue Nahrung durch kultgeschichtliche Beobachtungen, denen zufolge templum angelicum als liturgische Wendung ein dediziertes Michaelspatrozinium bezeichnet. In St. Michael hatten die Bronzetüren ihren Ort möglicherweise am südlichen Seitenschiff im Eingang neben dem westlichen Treppenturm, wo – nicht weit vom Grundstein – auch Fundamentreste einer Vorhalle gefunden wurden.
Noch wahrscheinlicher als Anbringungsort ist der Westeingang zur Krypta, wo im April 2007 vorgenommene Radaruntersuchungen eine 250 cm breite massive Strukturstörung aufdeckten (die Breite der beiden Bronzetürflügel ist 227 cm). Das Westportal war demnach ursprünglich wesentlich breiter als heute.
Für die erst im späten 19. Jahrhundert in den Dom gebrachte bernwardinische Christussäule ist eindeutig belegt, dass sie zuvor im Osten der Michaeliskirche hinter dem Kreuzaltar gestanden hatte. Ihr Standort unter dem Triumphbogen bestätigte sich bei der Grabung von 2006. Das große Bronzekruzifix auf dieser Altarsäule wurde 1544 von Bilderstürmern gestürzt und eingeschmolzen. Für die Zeit der Domsanierung, vom 30. September 2009 bis August 2014, war die Säule vorübergehend zurück in die Michaeliskirche gebracht worden und im südöstlichen Querhaus aufgestellt.
Die biblischen Bildprogramme der Reliefs auf der Christussäule und den Bernwardstüren sind eng aufeinander bezogen.
Der große Radleuchter Bernwards, der früher über dem Kreuzaltar vor der Christussäule hing, zerbrach 1662 bei Bauarbeiten.

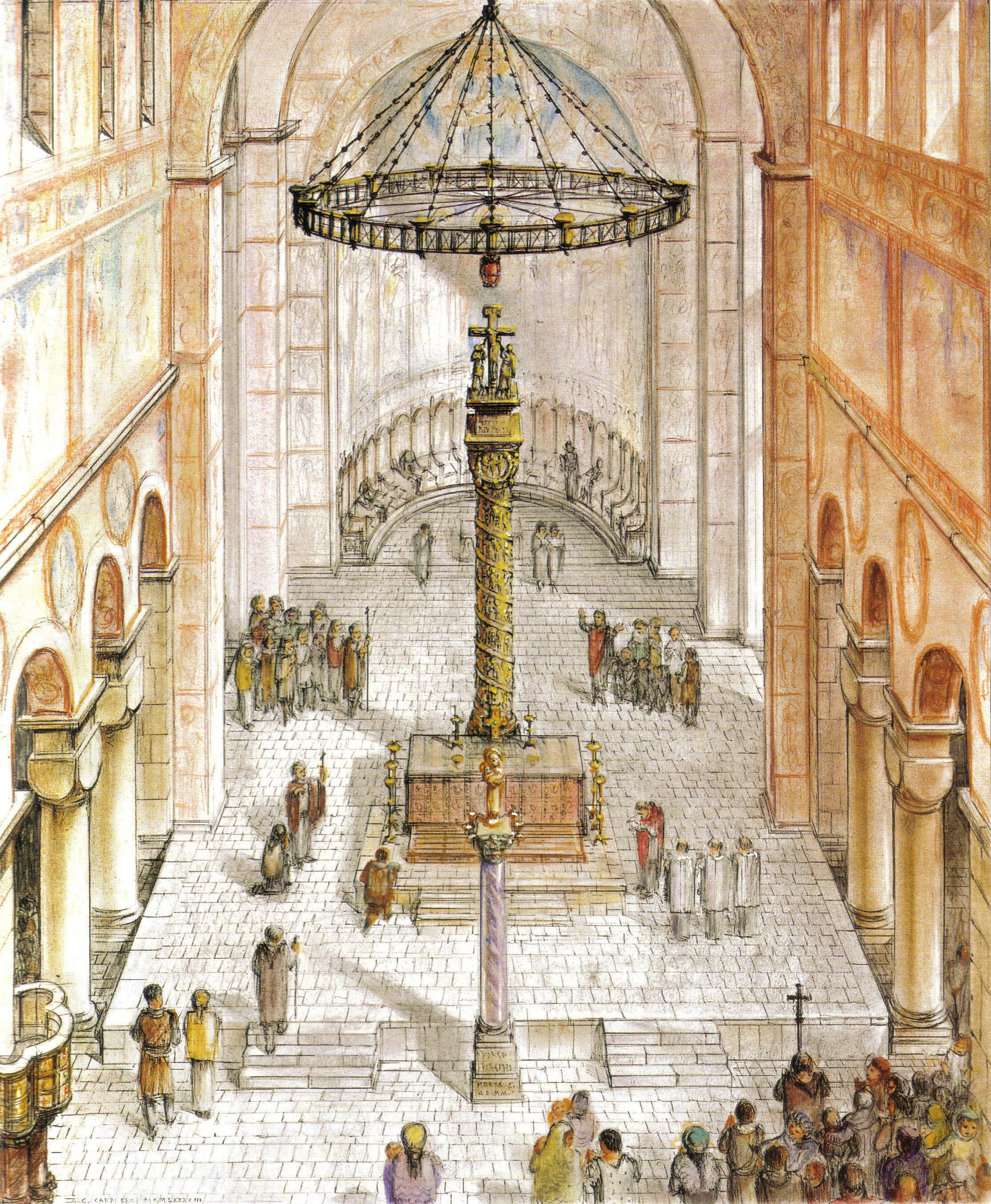
Blick in den bernwardinischen Ostchor mit der Christussäule. Rekonstruktionszeichnung von A. Carpiceci / B. Gallistl

Bereits im Jahr 1034 kam es zu einem Brand in der Kirche. Nach Instandsetzung erfolgte 1035 die Wiederweihe, was 1186 nach einem weiteren Brand und einem Umbau (darunter Erneuerung fast aller Langhaussäulen) unter Bischof Adelog erneut geschah. Von 1171 bis 1190 wurden die sehenswerten Kapitelle geschaffen. Ein bedeutendes liturgisches Zeugnis dieser Zeit ist das Ratmann-Sakramentar von 1159. Mit einer Miniatur, die auf gleicher Höhe Bernward neben dem Erzengel Michael zeigt, erbringt es den Beweis, dass die Mönche den Gründer ihres Klosters auch schon vor seiner Kanonisation im Gottesdienst als Heiligen verehrten.
1192 wurde Bernward heiliggesprochen. Von 1194 bis 1197 entstanden die Stuckreliefs der Engelschorschranken am Eingang zur Krypta. Die bemalte Holzdecke St. Michaels im Langhaus entstand um 1230. 1250 wurde der Kreuzgang (neu) gebaut, der die Kirche mit der alten Klosterkapelle der Abtei verband, die vor dem Bau der Michaeliskirche genutzt wurde.
Im ersten Drittel des 16. Jahrhunderts gehörte Henning Rose dem Konvent von St. Michael an. Er versuchte, seinem Kloster durch mehrere Fälschungen zu dienen, die zum Teil bis heute nachwirken.
Am 12. November 1542 wurde die Michaeliskirche nach Einführung der Reformation in Hildesheim evangelisch-lutherische Pfarrkirche. Der Benediktinerkonvent blieb jedoch bis zur Säkularisation 1803 bestehen und durfte die „kleine Michaeliskirche“ am Kreuzgang sowie die Bernwardskrypta zum Gottesdienst nutzen. Die Krypta ist bis heute katholisch. Die Michaeliskirche ist damit eine der 65 Simultankirchen in Deutschland.
1650 wurde die Ostapsis wegen Baufälligkeit niedergelegt, was zum Einsturz des östlichen Vierungsturms und der teilweisen Zerstörung der Bilderdecke führte. Zwölf Jahre später mussten der westliche Vierungsturm und das südwestliche Querhaus ebenfalls abgerissen werden; dabei wurde die südliche Engelschorschranke zerstört. Der Ostturm wurde wiederaufgebaut und erhielt 1672 eine barocke Turmhaube.
Joachim Barward Lauenstein, von 1727 bis 1745 Prediger an St. Michael, verfasste umfangreiche Werke zur lokalen Kirchengeschichte.

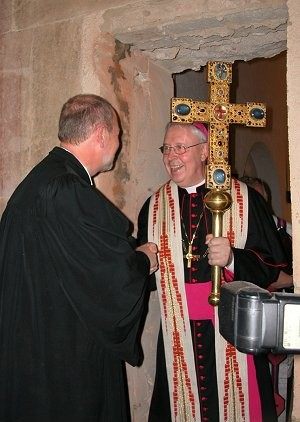
Bischof Norbert Trelle (mit Bernwardskreuz) und Landessuperintendent Eckhard Gorka, 2006

1809 wurde die Kirche geschlossen und von der seit der Säkularisation im Jahr 1803 im Michaeliskloster untergebrachten Krankenanstalt genutzt. Sie bestand vom 30. Mai 1827 bis 1943. Zu Beginn der 1930er Jahre beherbergte diese Heil- und Pflegeanstalt gut 1000 psychisch kranke und/oder körperlich behinderte Patienten. 1941 wurden etwa 440 Patienten im Zuge der Aktion T4 abtransportiert und ermordet.
Die Kirchengemeinde zog in die Martinikirche (heute: Teil des Roemer- und Pelizaeus-Museums) um und kehrte nach einer Renovierung 1857 in die Michaeliskirche zurück. Aus der Martinikirche brachte die Gemeinde das 1618 geschaffene Bronze-Taufbecken, das Johannes-Retabel von 1520 und das Bothmersche Epitaph aus dem 17. Jahrhundert mit, die sich noch heute in der Kirche befinden.
Conrad Wilhelm Hase fand vor seiner grundlegenden Renovierung und Teilrekonstruktion der Jahre 1855 bis 1857 ein stark verändertes, aber immer noch „überwältigendes Fragment“ ottonischer Architektur vor, das seither mehrfach zu Rekonstruktionen und Wiederaufbau anregte. Unter Hase wurde u. a. die fehlende nördliche Seitenschiffwand neu errichtet. 1864 wurde die Bernwardskrypta umgestaltet. Eine weitere umfangreiche Instandsetzung plante und leitete 1902–1910 der Architekt Karl Mohrmann, wobei eine Rekonstruktion des südlichen Westquerhausarms und eine künstlerische Neuausmalung durch Hermann Schaper erfolgten.
In der Zeit des Nationalsozialismus nutzte zunächst die Wehrüberwachung Flandern, Wallonien und Frankreich Teile des Michaelis-Klosters mit der Kirche St. Michael. Am 29. September 1943 wurde in den Räumlichkeiten die SS-Führungsschule „Haus Germanien“ in Betrieb genommen. Dort wurden „germanische“ Freiwillige der Waffen-SS in nationalsozialistischer Weltanschauung unterwiesen. Die Zuschreibung „germanisch“ sollte darauf verweisen, dass diese SS-Freiwilligen meist nicht deutscher Herkunft waren, sondern vielfach aus „germanischen“ Ländern wie Belgien, Dänemark, den Niederlanden, Norwegen und Schweden stammten. Die Schule bestand bis März 1945. Am 10. März 1945 wurde der Hauptteil des Stammpersonals, darunter auch Angehörige einer seit 1944 dort untergebrachten Baukompanie, zum SS-Einsatzbataillon Niemegk bei Potsdam versetzt.
In den Klostergebäuden befand sich im Jahr 1944 für wenige Monate auch das Hauptquartier einer sehr kleinen, aus britischen Kriegsgefangenen bestehenden SS-Freiwilligen-Einheit namens Britisches Freikorps / British Free Corps (BFC).
Im Zweiten Weltkrieg wurde die Michaeliskirche bei den Luftangriffen auf Hildesheim am 22. Februar, 3. März und 14. März 1945 zunächst beschädigt und bei dem letzten Luftangriff auf die Stadt am 22. März 1945 durch Spreng- und Brandbomben zerstört. Die bemalte Holzdecke und die anderen Kunstschätze waren auf Initiative des Provinzialkonservators Hermann Deckert ausgelagert worden und blieben unversehrt. Die Engelschorschranke war durch eine Schutzmauer gesichert worden, so dass sie nicht beschädigt wurde. Nach Kriegsende wurde die Kirche ab 1947 auf den vorromanischen Resten nach den ursprünglichen Plänen und unter der Leitung des Hildesheimer Architekten August Albert Steinborn wiederaufgebaut. Der Wiederaufbau wurde möglich durch die christlich-jüdische, deutsch-amerikanische Partnerschaft zwischen dem orthodox-jüdischen Geschäftsmann Bernard R. Armour aus New York, der anbot, die gesamte Finanzierung des Wiederaufbaus zu übernehmen, und Kurt Degener, der seit 1939 die Pfarrstelle an der Michaeliskirche innehatte. Am 20. August 1950 erfolgte die Wiedereinweihung des Langhauses und des westlichen Querhauses. Endgültig fertiggestellt und wiedergeweiht wurde das Gotteshaus 1960. Insgesamt hatten vor allem die Zerstörungen des 17. und 20. Jahrhunderts dazu geführt, dass der Bau der Michaeliskirche nach Einschätzung der Architekturhistoriker Johannes Cramer, Werner Jacobsen und Dethard von Winterfeld heute „in seiner materiellen Substanz zu kaum mehr als zwei Fünfteln auf die Bautätigkeit Bernwards und seiner unmittelbaren Nachfolger zurückgeht. So sind sämtliche Dächer, also auch die über den Seitenschiffen, ebenso wie die Turmaufbauten gleich mehrfach zerstört und in unterschiedlichen Formen wieder neu errichtet worden. Heute ist kein Stein und kein Balken oberhalb der Traufe mehr dem bernwardinischen Bauwerk zuzurechnen. Dächer und Vierungstürme entstammen ebenso wie die Oberbauten der Treppentürme dem Wiederaufbau nach dem Zweiten Weltkrieg.“
Gleichwohl erfolgte 1985 die Aufnahme in die Liste des UNESCO-Weltkulturerbes, zu dem auch der Hildesheimer Dom zählt. Den außergewöhnlichen universellen Wert der Michaeliskirche sah die UNESCO in der Bilderdecke des Mittelschiffs und architektonisch im Hinblick auf den „großen Einfluss auf die Entwicklung der mittelalterlichen Architektur“ begründet.
Im Jahr 1999 erhielt die Kirche eine neue Orgel. Orgelbauer Gerald Woehl platzierte das Instrument, das er sowohl für barocke als auch für romantische Orgelwerke auslegte, um 45 Grad gedreht unter den südlichen Bogen der westlichen Vierung.
Von 2005 bis 2010 wurde der Innenraum von St. Michael komplett restauriert. Im Zuge dieser Arbeiten wurden von Februar bis Juni 2006 archäologische Untersuchungen in der Kirche durchgeführt. Bei der Erneuerung des Fußbodens wurde dieser um etwa 15 bis 18 Zentimeter abgesenkt. Kirche und Krypta haben jetzt wieder das ursprüngliche einheitliche Niveau und sind wieder durch zwei Durchgänge miteinander verbunden. Die früher in der Türfassung stehende Grabplatte aus dem 14. Jahrhundert fand einen neuen Platz auf dem hohen Chor über der Krypta. Die an die Krypta angrenzende Sakristei nutzen die katholische Magdalenengemeinde und die evangelische Michaelisgemeinde im Rahmen der nachbarschaftlichen Ökumene gemeinsam.
Im Altarraum im Osten wurden im Dezember 2008 die von Thomas Duttenhoefer geschaffenen Prinzipalstücke (Kruzifix, Altar, Kanzel und Lesepult) aufgestellt, 2010 ergänzt durch einen Taufbaum aus derselben Hand.

## Architektur

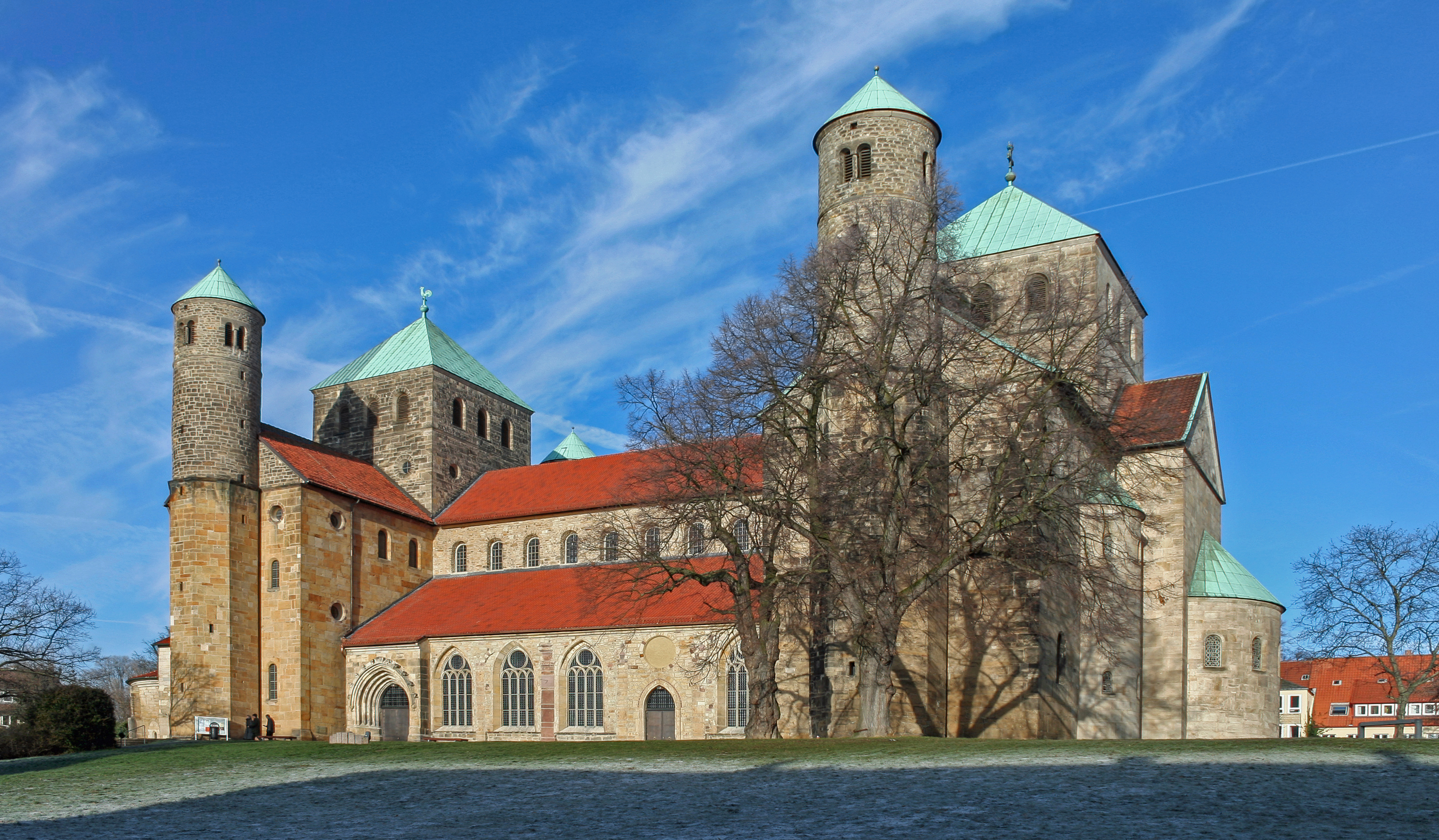
Michaeliskirche von Südosten (2009)

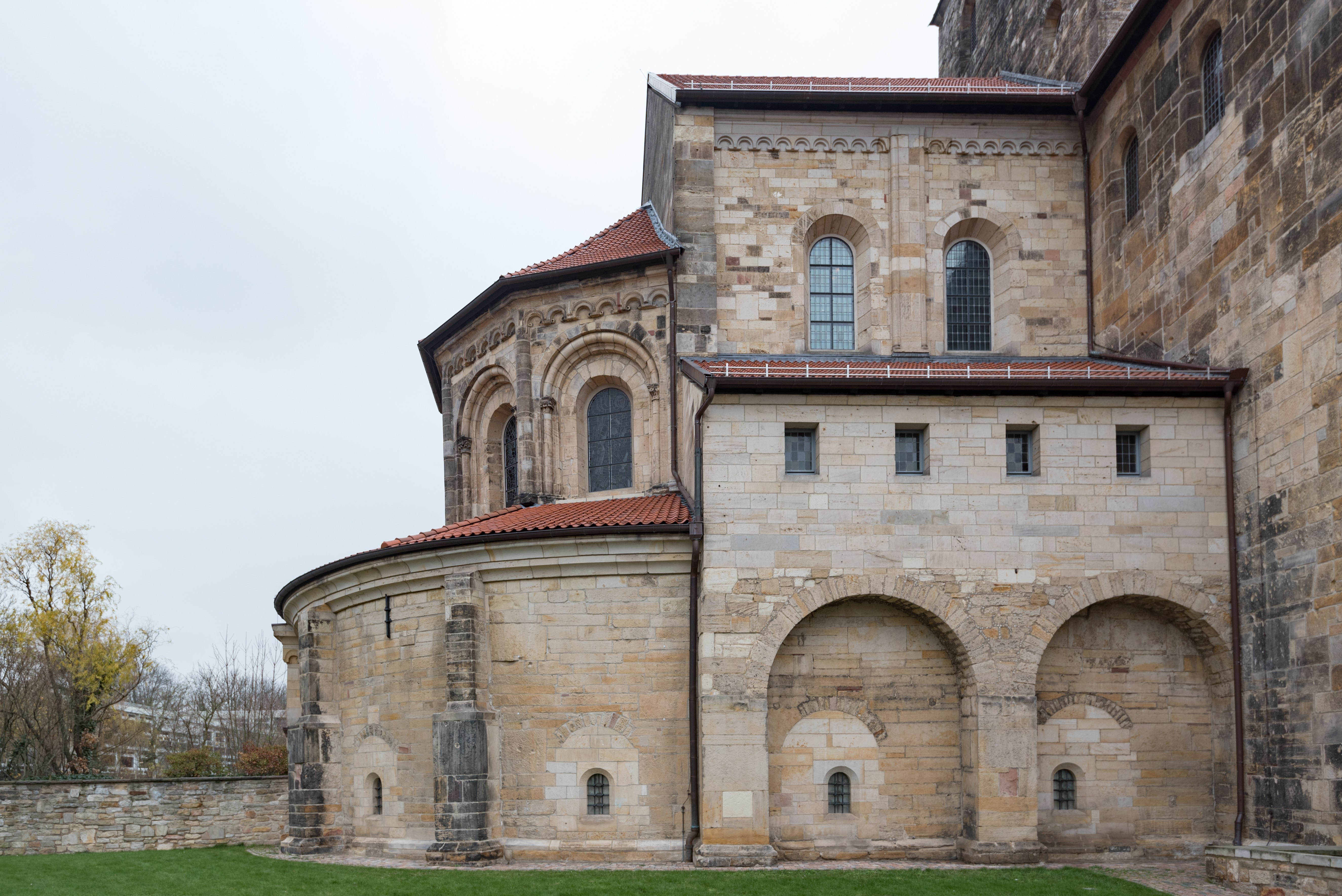
Westchor mit Umgang der Krypta von Süden (2017)

St. Michael ist eine doppelchörige dreischiffige Basilika mit zwei Querhäusern und einem quadratischen Turm über jeder Vierung. Der Hauptchor mit seinem Chorquadrat liegt im Westen. Im Osten ist zwischen Vierung und Apsis nur ein querrechteckiger Raum eingeschoben. Die Querhäuser werden von je zwei im unteren Teil achteckigen, im oberen Teil (ab Beginn der Dachschräge) runden, kleineren Treppentürmen flankiert.

### Maße

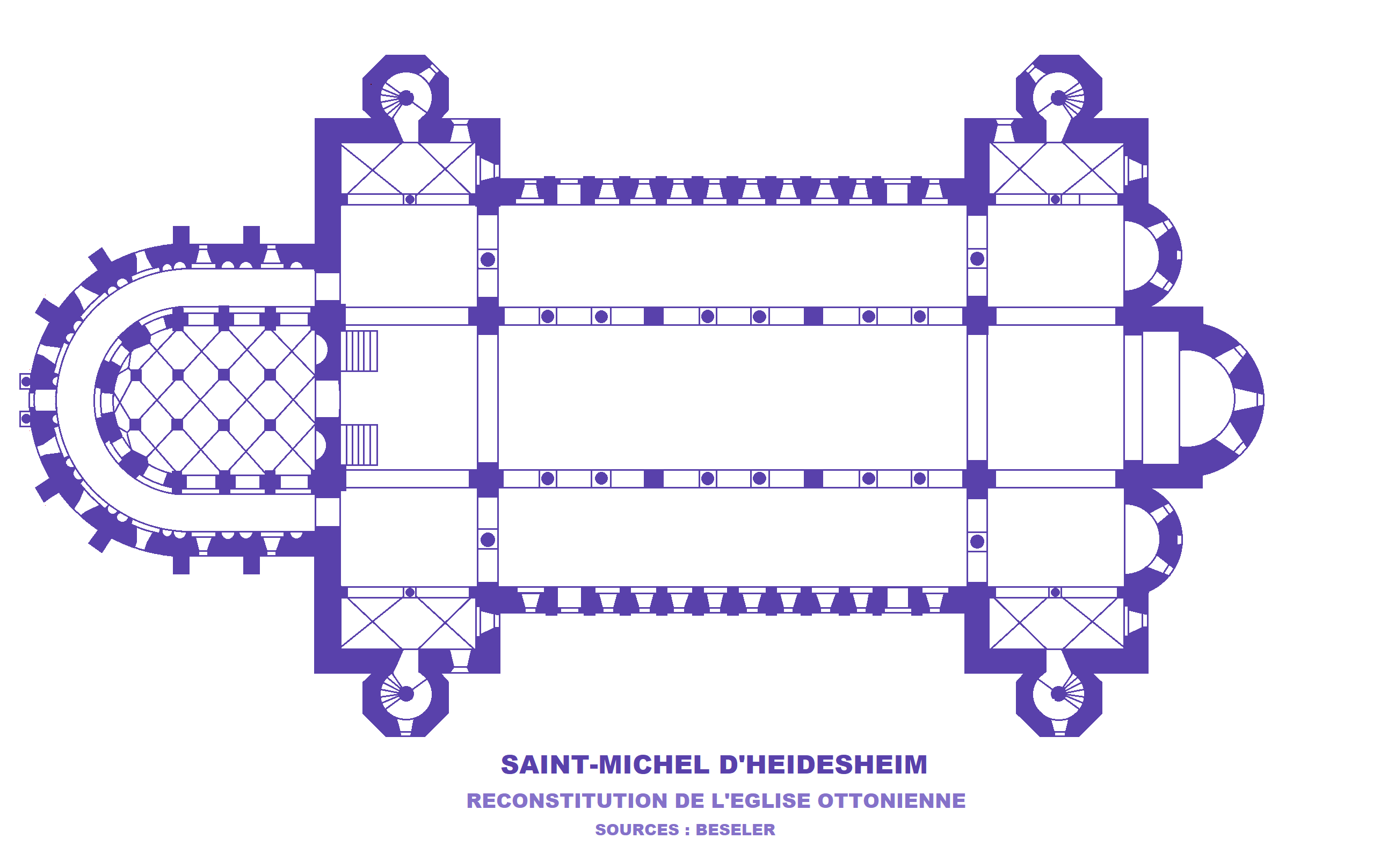
Grundriss

| Gesamtlänge                                      | 74,75 m |
| Gesamtlänge der Querhäuser                       | 40,01 m |
| Gesamtbreite der Querhäuser                      | 11,38 m |
| Länge der Krypta                                 | 18,36 m |
| Breite des Langhauses                            | 22,75 m |
| Länge des Mittelschiffs zwischen den Querhäusern | 27,34 m |
| Breite des Mittelschiffs zwischen den Arkaden    | 8,60 m  |
| Höhe des Mittelschiffs                           | 16,70 m |
| Stärke des Mauerwerkes                           | 1,63 m  |
| Anzahl der Glocken                               | 10      |

### Baustil
Die Michaeliskirche ist eine der bedeutendsten erhaltenen Kirchen im ottonischen, also vor- oder auch frühromanischen Baustil. Gesamtbau und Einzelformen zeigen eine deutliche Weiterentwicklung gegenüber antiker, frühchristlicher, byzantinischer und auch karolingischer Baukunst. Zu den hier erstmals erkennbaren Neuerungen der Architekturgeschichte zählen die durch vier Bögen begrenzten („ausgeschiedenen“) Vierungen und die zwischen Vierung und Apsis jeweils eingeschobenen Räume, dazu das Verhältnis von 2:1 zwischen Höhe und Breite der Räume („Raumsteilheit“). Die Gesamtansicht verdeutlicht die strenge kubische Ordnung, die den Eindruck archaischer Macht ausstrahlt. Der Grundriss zeigt ein annäherndes Gleichgewicht der Ost- und Westflügel. Der Gruppe von Apsis und Querhaus im Osten entspricht eine ähnliche Gruppe im Westen.

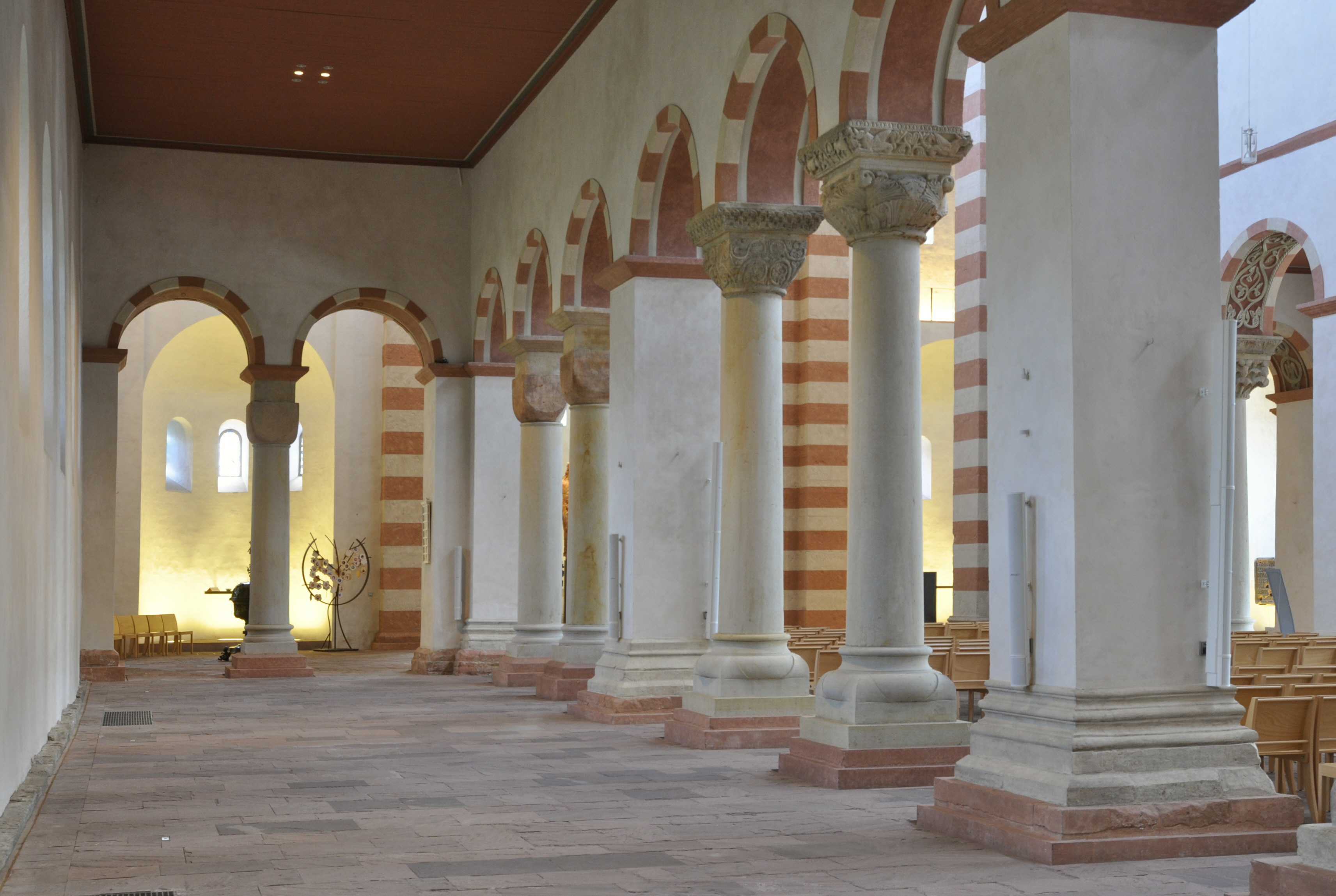
Blick aus dem nördlichen Seitenschiff mit Stützenwechsel (2014)

Der Außenbau zeigt einen vollkommenen Ausgleich von vertikalen (Turmgruppen) und horizontalen Bauteilen (Mittelschiff, Querhäuser). Die optische Geschlossenheit der Anlage bewirken die beiden gleichgewichtigen Turmgruppen, würfelförmige Zentraltürme mit Pyramidendächern und Treppentürme, in Ost und West, die das Langhauses fest begrenzen. Die spitzbogigen Fenster im südlichen Seitenschiff sind in der Gotik hinzugekommen.

### Geometrie und Zahlensymbolik
Auf den ersten Blick scheint der gesamte Bau einer aus gleich großen Quadraten entwickelten geometrischen Konzeption zu folgen, bei der das Vierungsquadrat zur Grundeinheit für die Gesamtkonstruktion genommen wurde: Den Durchdringungsraum von Mittelschiff und Querhaus, die Vierung, empfindet man als die Maßeinheit, nach der das gesamte Bauwerk proportioniert ist. In den vier Querhausarmen erscheint dieses Quadrat je einmal, im Mittelschiff dreimal, schließlich im Westchor zwischen Querhaus und Apsis noch einmal. Tatsächlich ist der Bau aber – bis zu den Umgangsnischen hin! – durch ein subtiles Raster regulärer Polygone sowie durch platonische Körper dimensioniert, was sich dem freien Auge verbirgt, wohl aber dem messenden und rechnenden Verstand erschließt; die dazu benötigte Mathematik hat im Ottonenreich noch nicht zur Verfügung gestanden, weshalb man an einen byzantinischen Mathematiker am Hofe der aus Byzanz stammenden Kaiserin Theophanu denken sollte. An der geometrischen Ausführung mehrerer baulicher Elemente sind Zahlen ablesbar, die theologische Aspekte entsprechend der mittelalterlichen Zahlensymbolik widerspiegeln.

### Arkaden, Decke, Licht
Nach einer Idee Bernwards besteht jede der beiden Arkaden des Langhauses aus vier quadratischen Pfeilern, zwischen denen jeweils zwei runde Säulen stehen. Diese Form des Stützenwechsels wird wegen ihrer Einführung in Hildesheim als niedersächsisch bezeichnet. Ebenfalls erstmals in der Architekturgeschichte sind auch die Würfelkapitelle der Säulen in ihrer charakteristischen stereometrischen Form hier gesichert festzustellen.
Ein schmales Gesims trennt die Arkaden von der Hochwand. Da diese Kirche noch keine Gewölbe hat, fehlt die später übliche Gliederung der Hochwand durch Wandpfeiler.
Die hölzerne Flachdecke des Mittelschiffs stammt in ihrer heutigen Form erst aus dem 13. Jahrhundert.
Wie bei Basiliken üblich, wird der Innenraum sowohl durch Obergaden erhellt, als auch durch die Fenter der Seitenschiffe. Diese sind nicht mehr die ursprünglichen. Das Südseitenschiff hat Spitzbogenfenster aus der Zeit der Gotik. Die Fenster im nördlichen Seitenschiff wurden bei der Wiederherstellung der Außenwand durch Conrad Wilhelm Hase 1855 bis 1857 in neuromanischen Formen ausgeführt.

### Querhausemporen
In den Stirnseiten beider Querhäuser sind jeweils dreigeschossige sogenannte „Engelsemporen“ vorgelagert, die nach oben abnehmende Höhen mit einer entsprechend nach oben enger werdenden Arkadenstellung aufweisen, d. h. von unten nach oben 2 : 4 : 6 Bögen. Die Mittelachse ist jeweils im zweiten Geschoss durch einen polygonale ‚Säule‘, im dritten durch eine Art grober Kannelur im Säulenschaft hervorgehoben. Das Architekturmotiv der Emporen mit solchen Bogenstellungen ist nach dem Urteil der Architekturhistoriker Johannes Cramer, Werner Jacobsen und Dethard von Winterfeld einzigartig. Die Erschließung der Emporen erfolgt über einen jeweils außen an den Querhausstirnen vorgelagerten Treppenturm. Das erste Obergeschoss aller vier Emporen weist an den Wänden Rundbogennischen auf (deren Funktion ungeklärt ist) sowie an den Schmalseiten nach Osten ausgerichtete Nischen mit Altarstellen.
Die beiden westlichen Querhausarme sind mit ihren Emporen nicht aus dem 11. Jahrhundert, sondern substanziell jünger: 1650 waren die Emporen des nördlichen Ostquerhauses beim Einsturz des östlichen Vierungsturms „zerschlagen“ worden. Der südliche Westquerhausarm musste 1662 abgetragen werden und stellt heute eine Rekonstruktion von 1907–1910 nach Plänen des Architekten Karl Mohrmann dar. Die obere Empore des nördlichen Westquerhauses und die obere Empore des südöstlichen Querhausarms wurden beim Bombenangriff auf Hildesheim im Zweiten Weltkrieg vom März 1945 zerstört und bis 1960 genau kopierend wiederaufgebaut.

Galerie
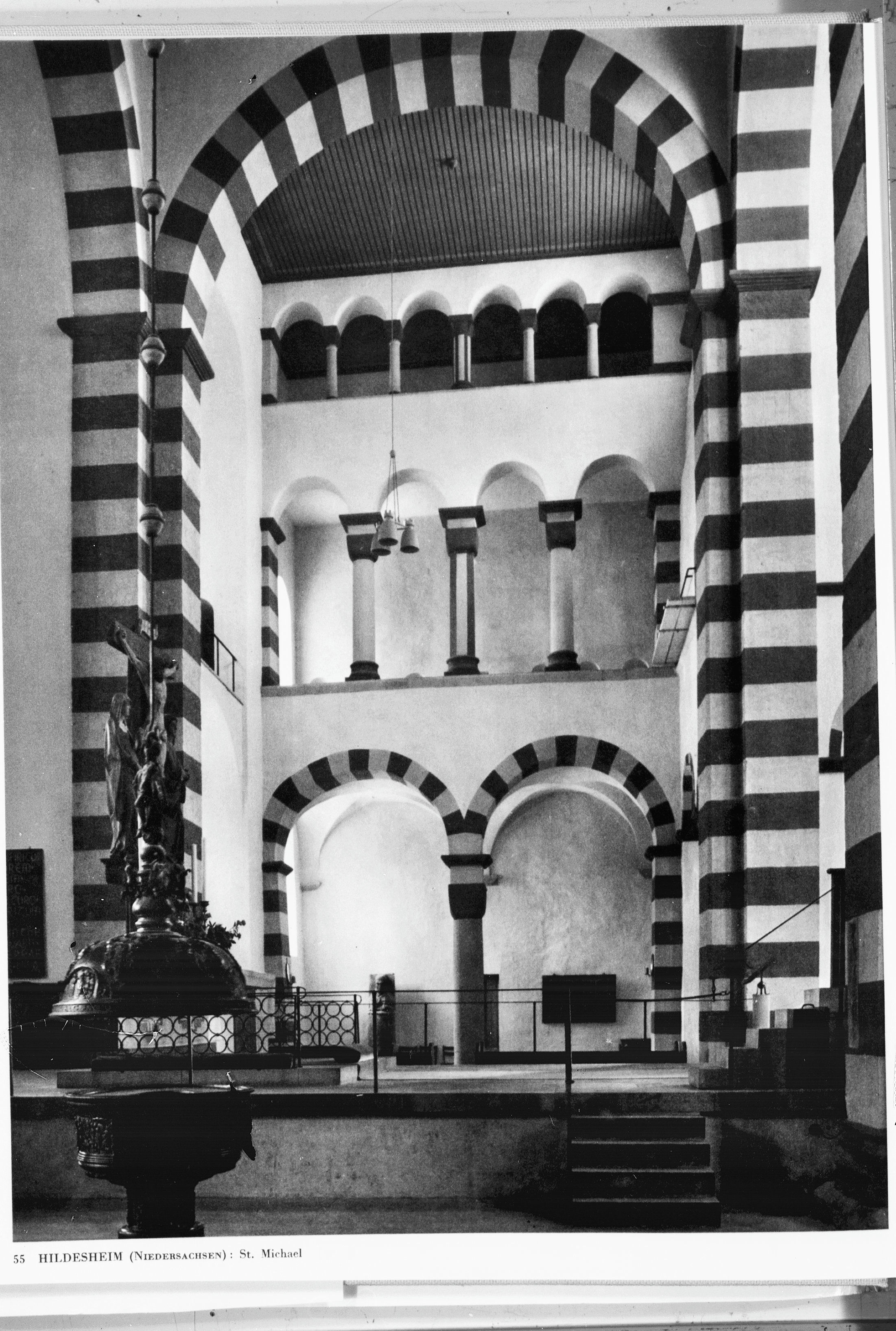
Blick in den nordöstlichen Querhausarm mit Emporen (vor den 2009 begonnenen Neugestaltungen)
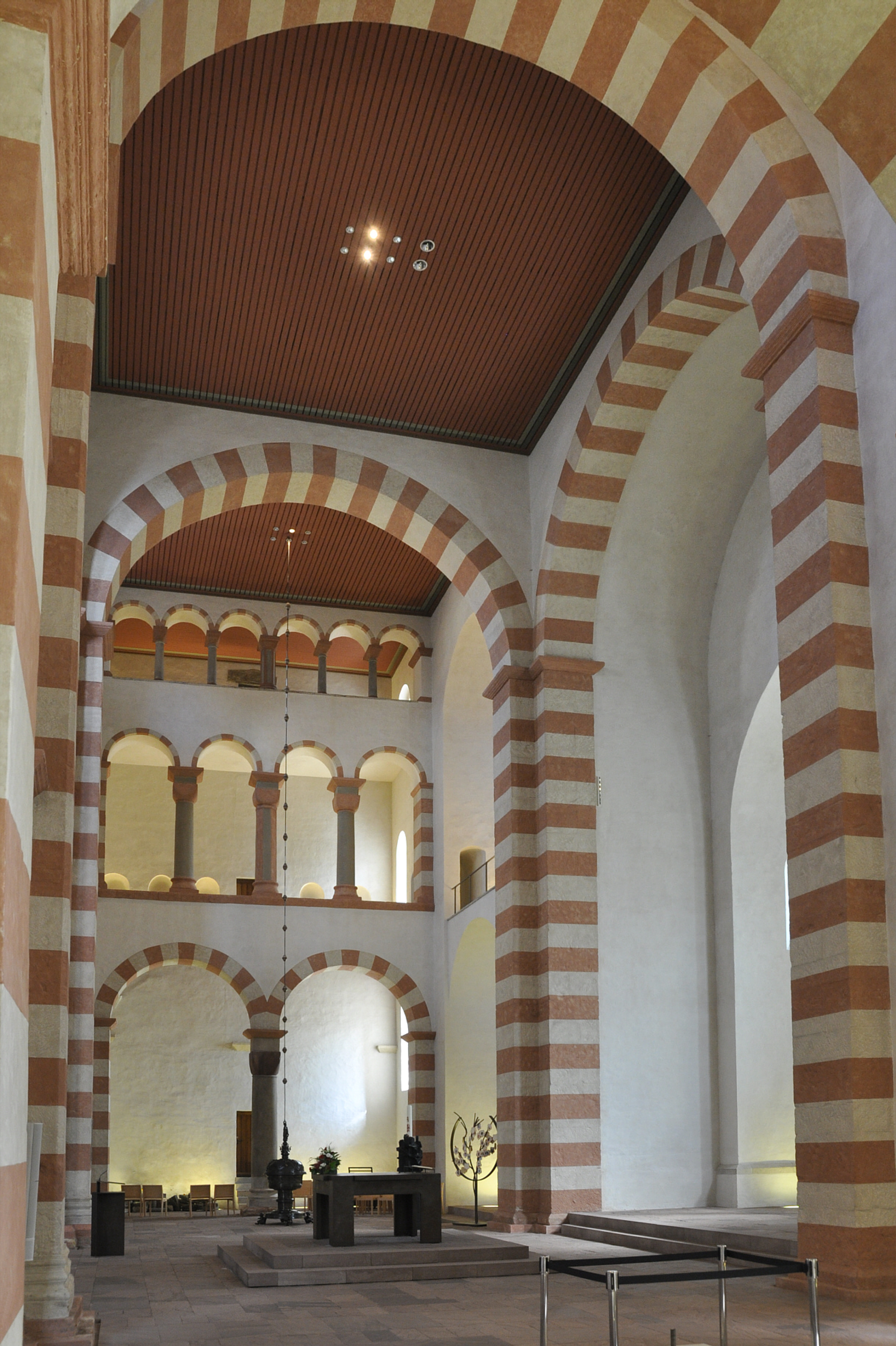
Blick in den nordöstlichen Querhausarm (2014)
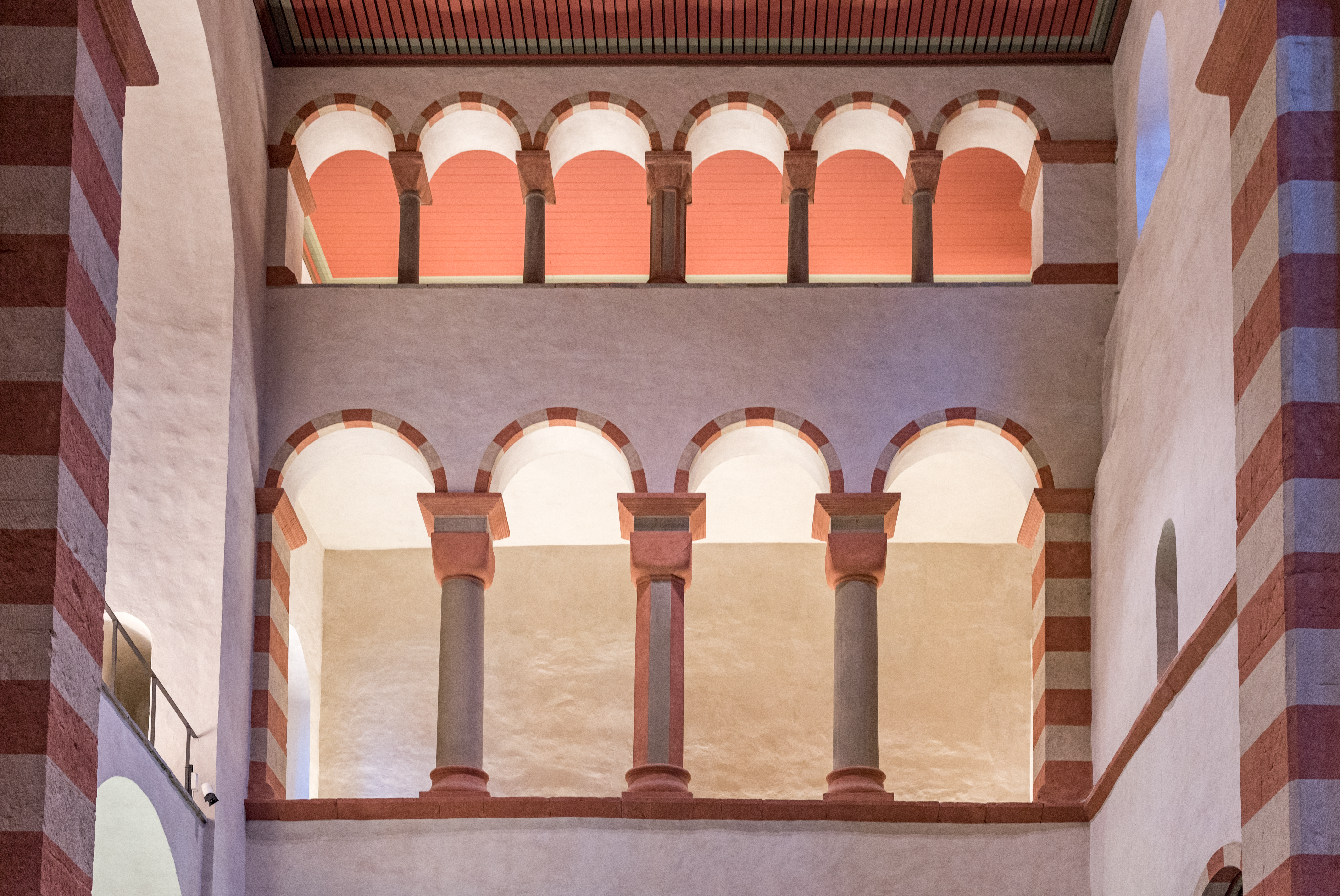
Detail der Emporen im nordöstlichen Querhausarm (2017)
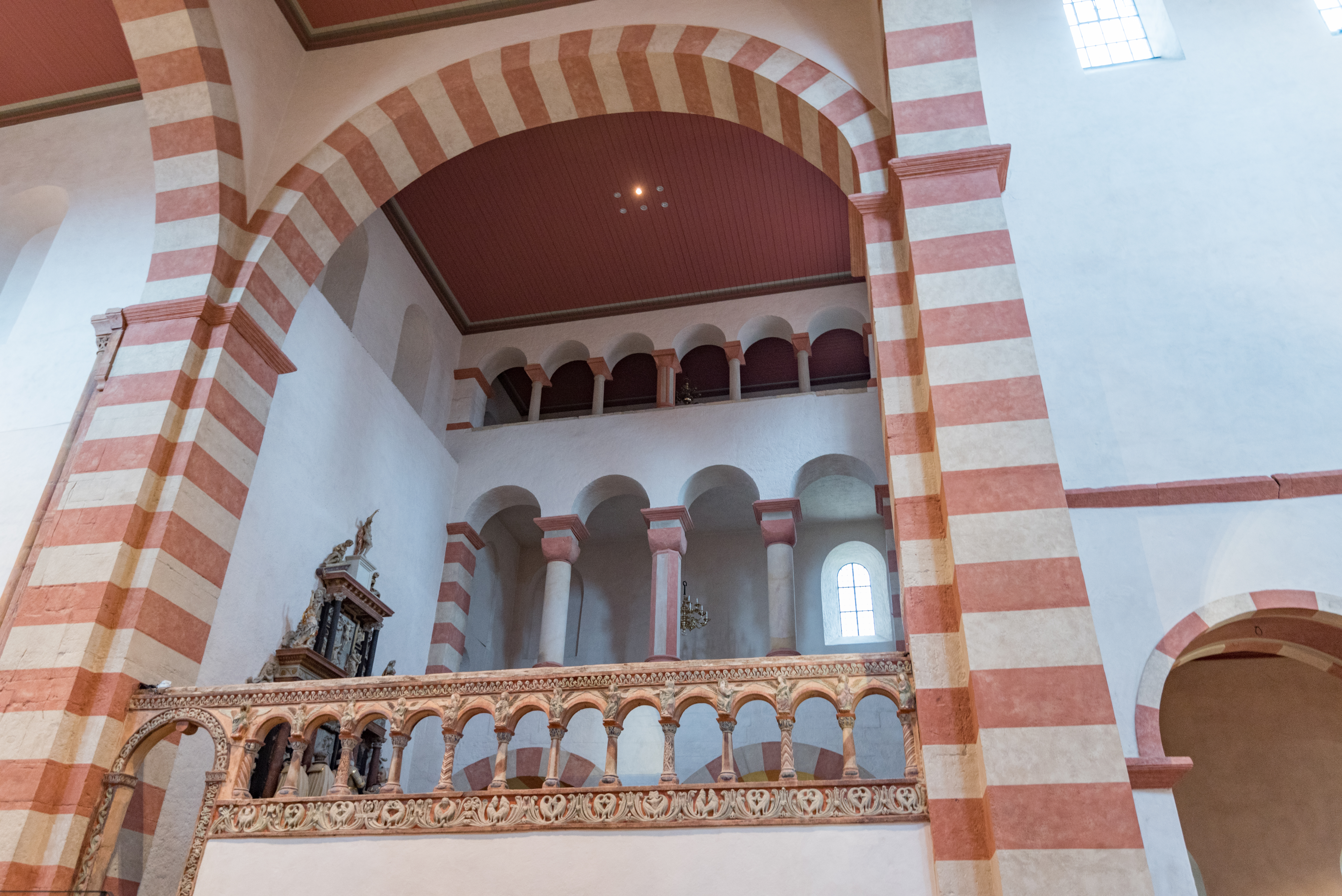
Blick aus der westlichen Vierung über die Engelschorschranke hinweg in den nördlichen Querhausarm (2017)

### Westchor und Krypta
Der Apsis im Osten gegenüber steht der architektonisch aufwändigere Westchor. Sein Fußboden liegt ein Stockwerk über dem von Kirchenschiff und Ostchor. Von den Chorschranken ist nur noch die nördliche erhalten. Der Lichtgaden des Westchors erhielt seine heutige, polygonale Form im 3. Drittel des 13. Jahrhunderts, als man an anderen Kirchen schon in gotischem Stil baute. Zentrum des Westchors ist ein Schaugrab des Heiligen Bernward. Das eigentliche Grab, jahrhundertelang der heiligste Ort in dieser Kirche, befindet sich genau darunter in der Krypta. Die Krypta ist von einem Umgang umgeben. Kryptenumgänge können als Vorläufer der seit Mitte des 11. Jahrhunderts gebauten Chorumgänge angesehen werden. Die Bernwardskrypta ist durch den befensterten Umgang entgegen der Wortherkunft des Begriffes (von altgriechisch κρυπτός kryptós, deutsch ‚verborgen, geheim‘) kein wirklich verborgener Ort.

Galerie
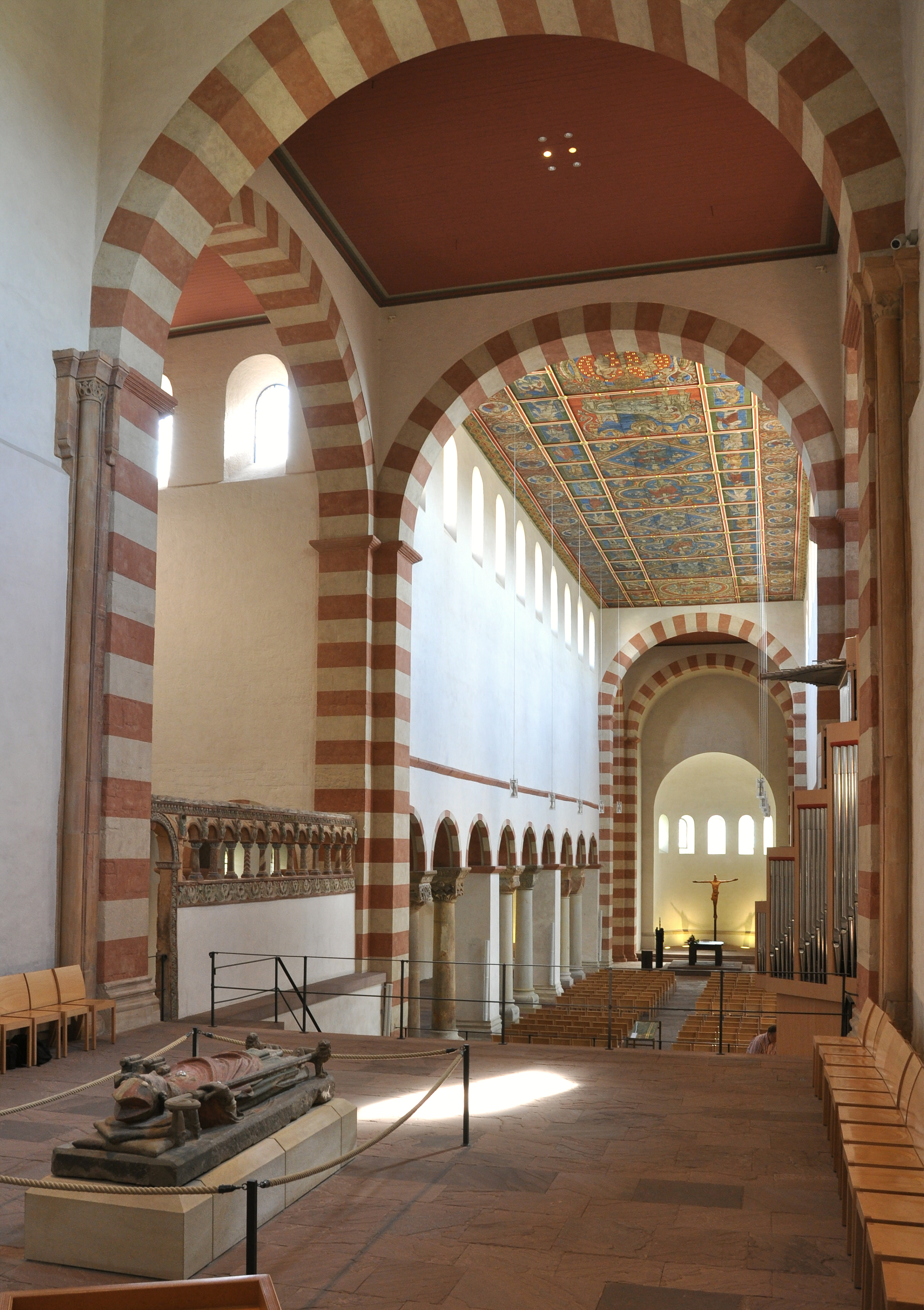
Blick aus dem westlichen Hochchor nach Osten (2014)
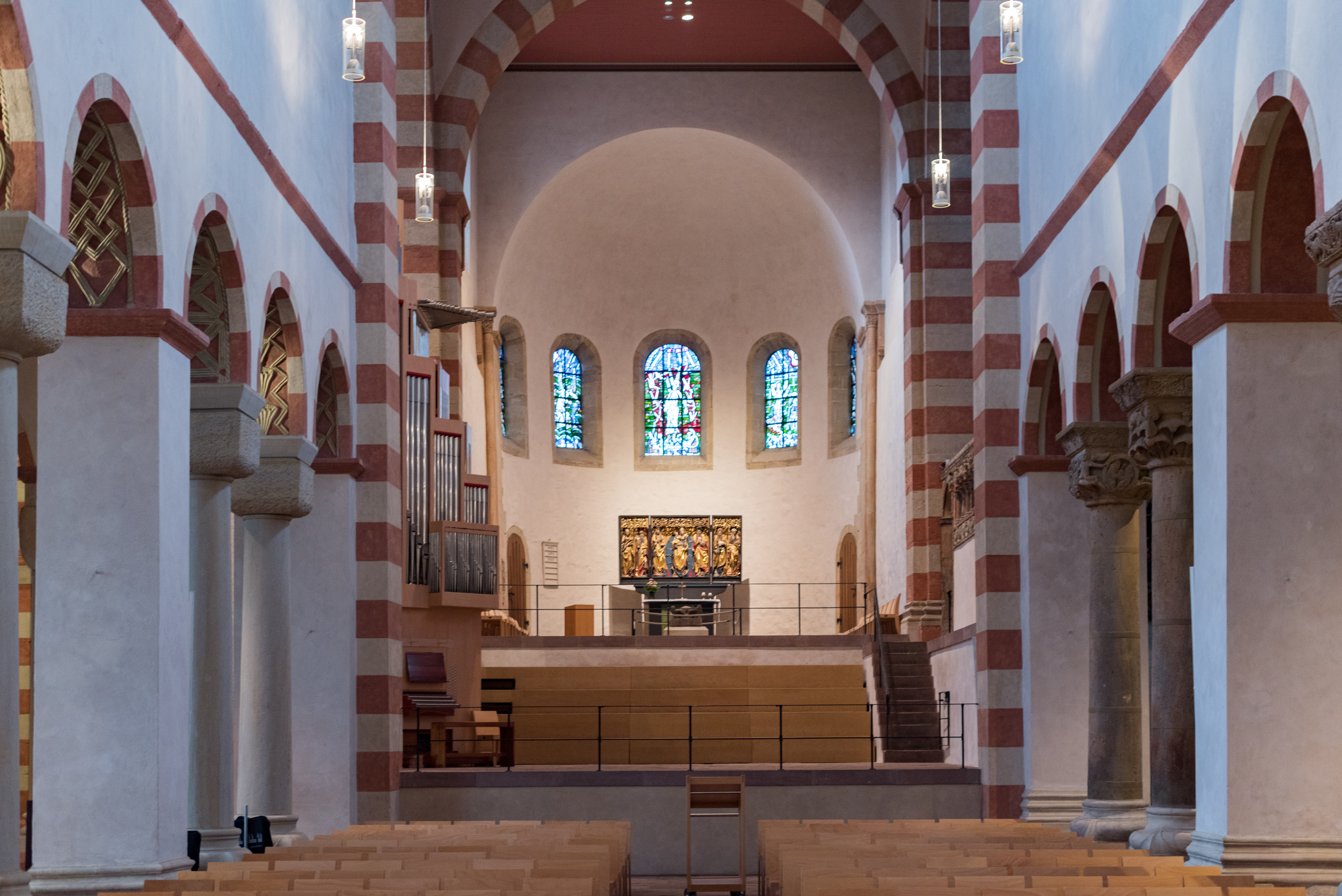
Blick zum westlichen Hochchor (2017)
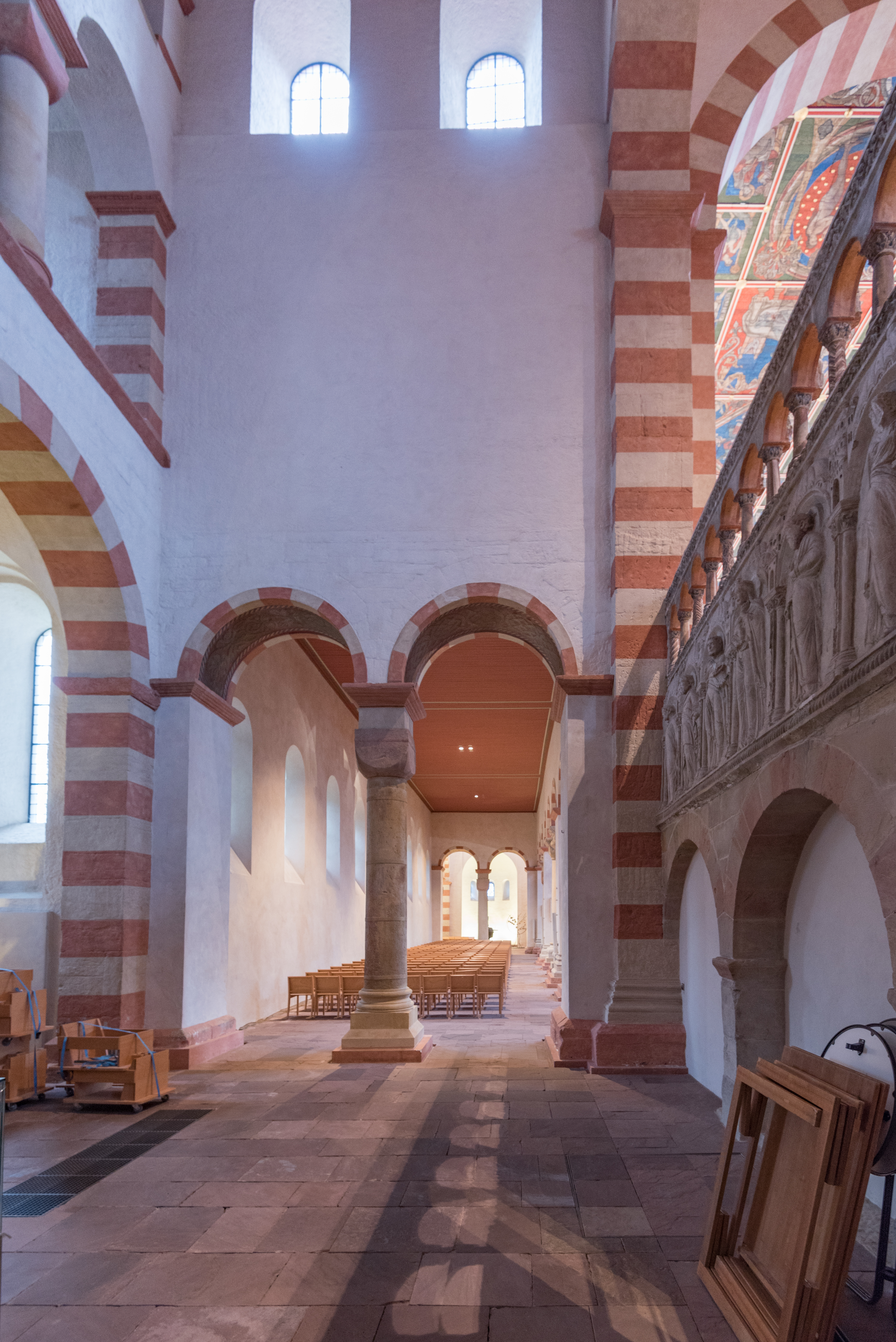
Blick vom nordwestlichen Querhausarm nach Osten in das nördliche Seitenschiff (2017)
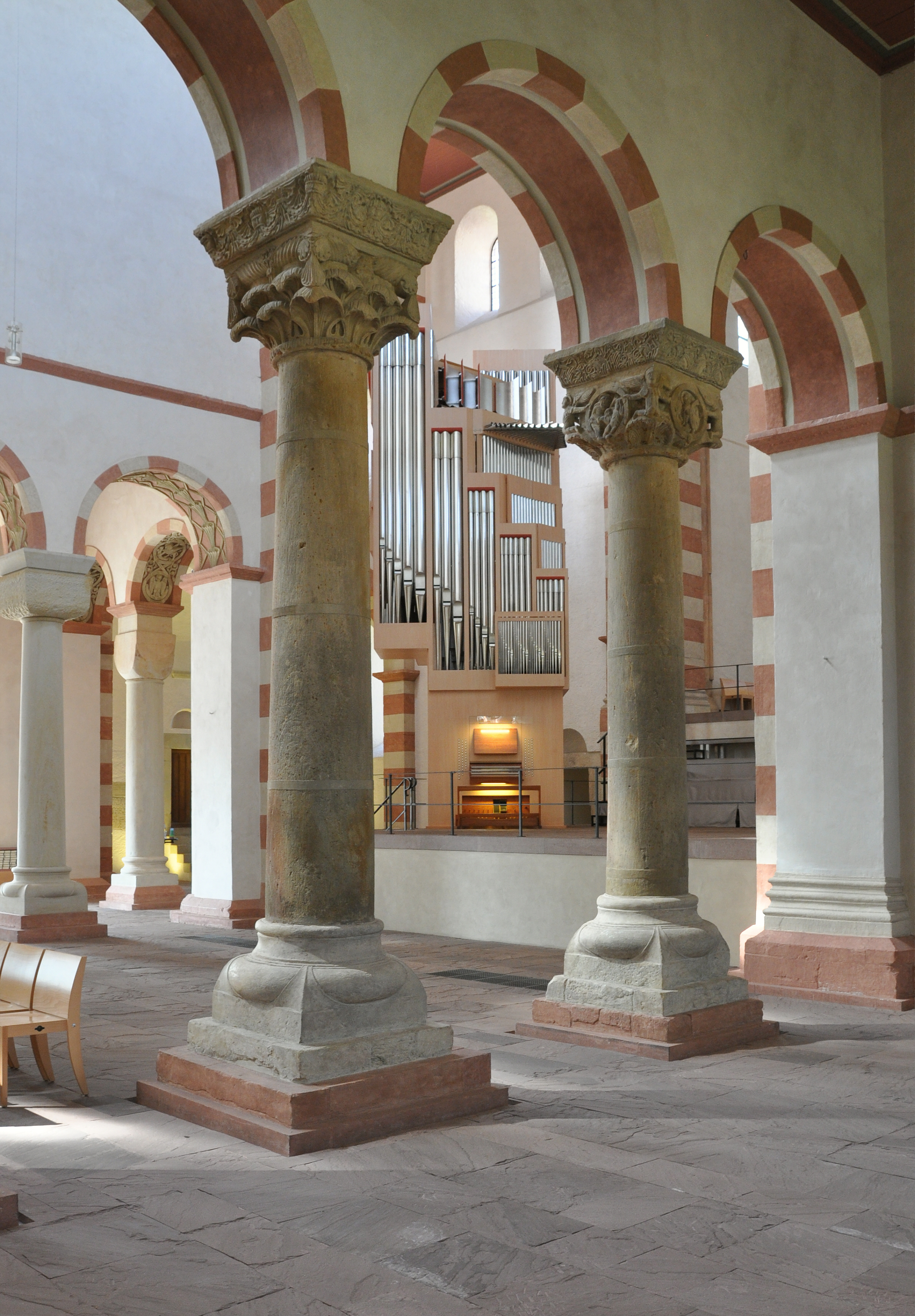
Säulen der südlichen Arkadenwand (2014)
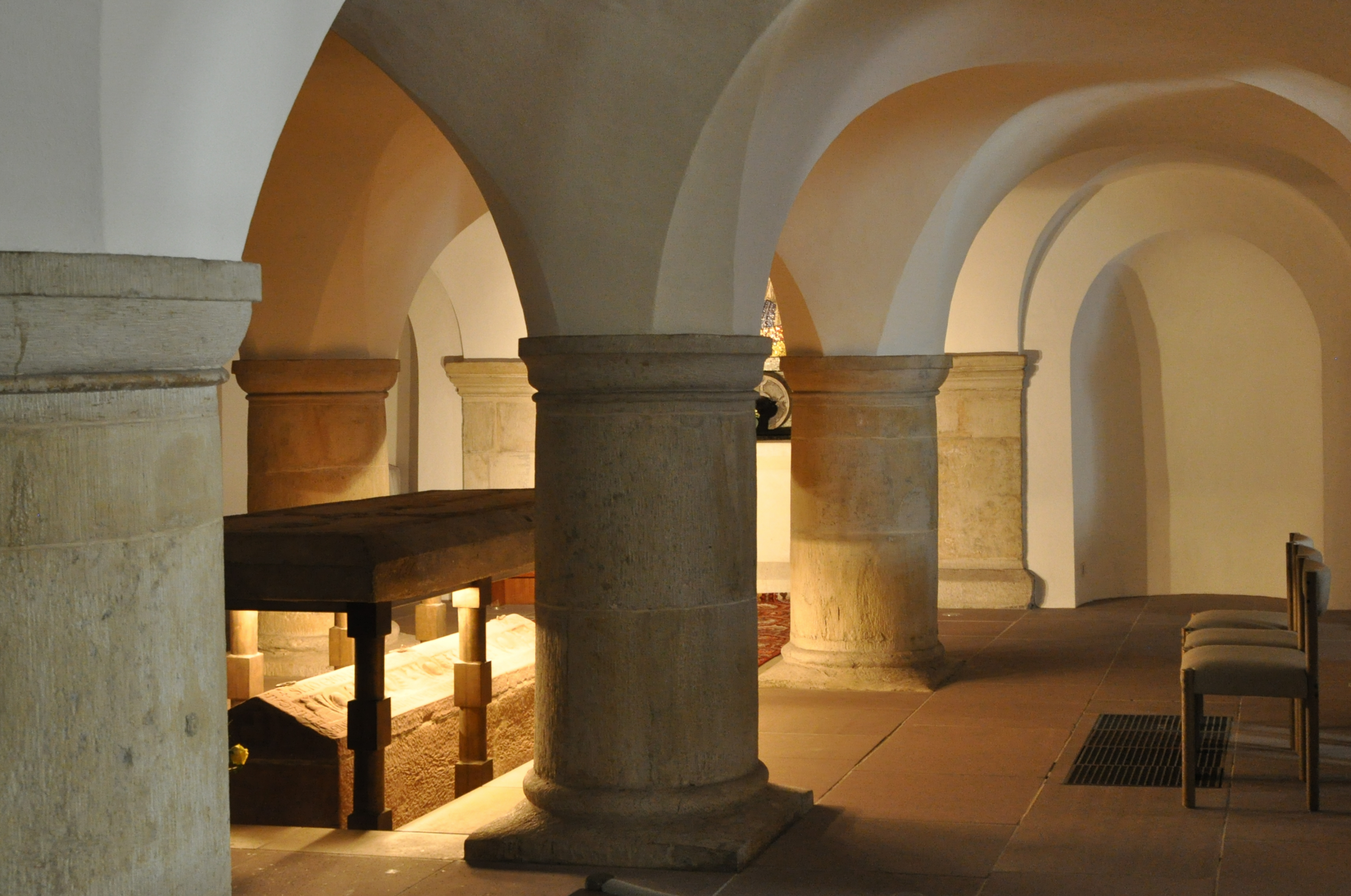
Bernwardsgrab in der Krypta
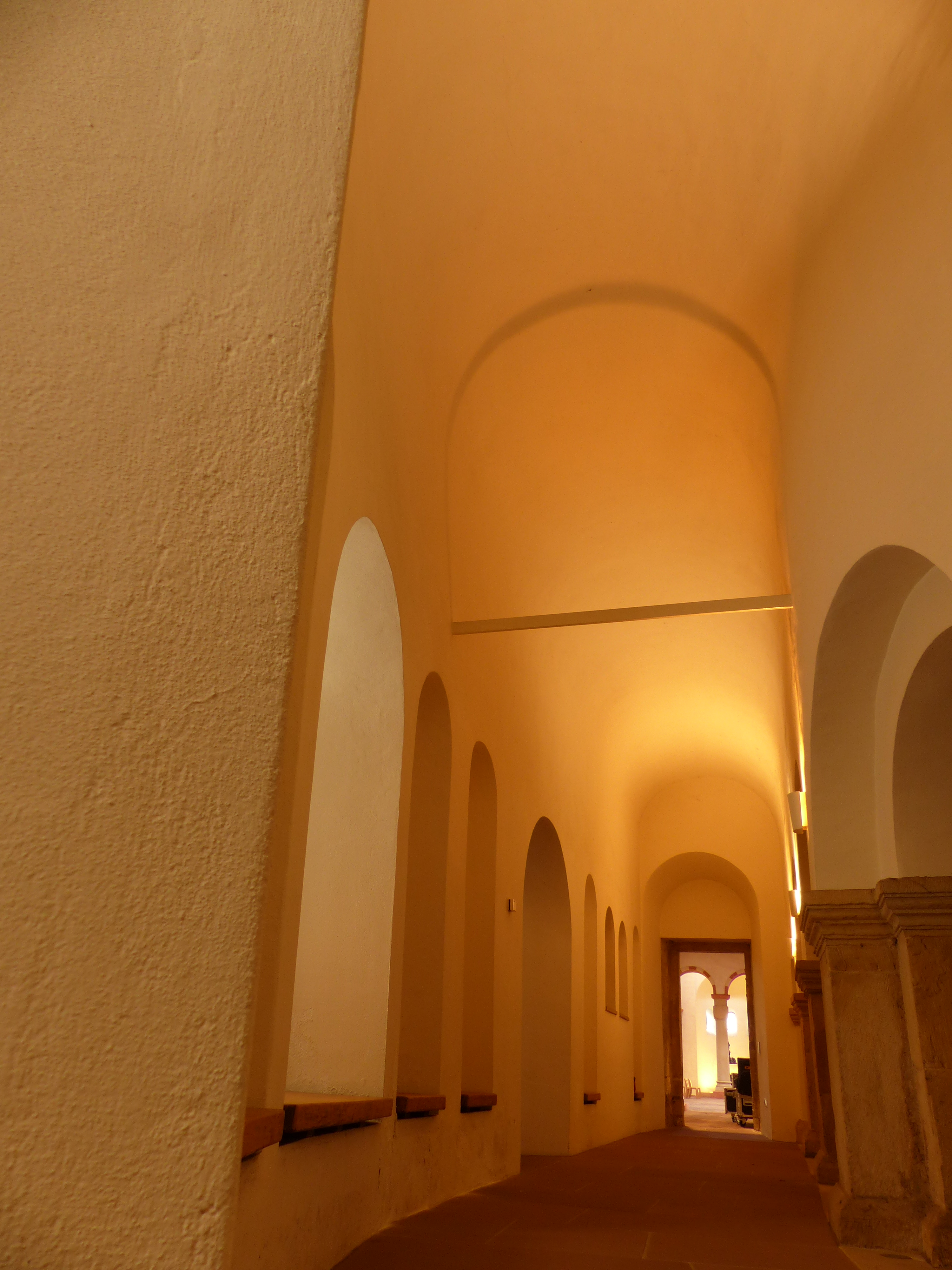
Umgang der Krypta mit Blick ins westliche Querhaus (2020)

### Der Grundstein von 1010

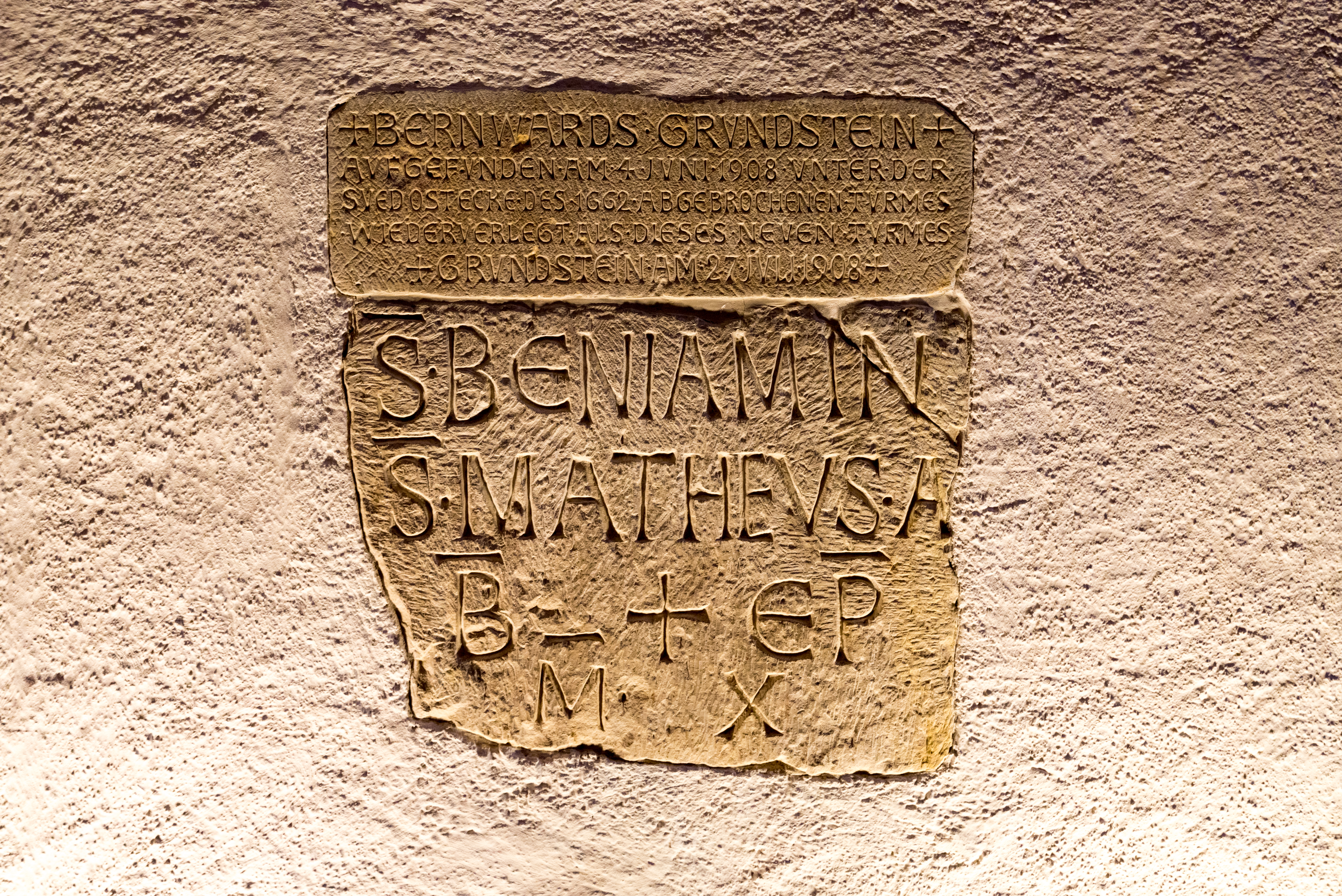
Im Westquerhaus modern eingemauerter Grundstein der Michaeliskirche von 1010, darüber ein Ergänzungsstein von 1908 mit Funderläuterung

1908 wurde bei Bauarbeiten der von Architekt Karl Mohrmann geleiteten Rekonstruktion des südlichen Westquerhauses im alten Fundament ein beschrifteter Stein gefunden, der seither wegen des Fundortes als ein ottonischer Grundstein der Michaeliskirche gedeutet wird und damit eine seltene und architekturgeschichtliche Kostbarkeit ist. Der genaue Fundort war die südöstliche Fundamentecke des Treppenturms. Der erhaltene Stein ist heute in die innere Südwand des südlichen Westquerhauses museal eingemauert. Er trägt in Capitalis in vier Zeilen die eingemeißelte lateinische Inschrift:

“S(ANCTVS) BEANIAMIN

S(ANCTVS) MATHEVS A(POSTOLVS)

B(ERNVVARDVS) + EP(ISCOPVS)

M X”

„Der heilige Benjamin, der heilige Apostel Matthäus. Bischof Bernward 1010“

Die in der Inschrift genannten Namen Benjamin und Matthäus legen die Vermutung nahe, dass die Grundsteinlegung an die biblisch-exegetische Tradition der Grundsteine anknüpft. Zeitgenössische Berichte von der Grundsteinlegung existieren nicht, doch ist anzunehmen, dass der Stifter Bischof Bernward anwesend war. Offen bleibt, ob es unter der Michaeliskirche weitere Grundsteine gab oder gibt, doch wird vermutet, dass es 12 Grundsteine gewesen sein könnten. Die Deutung der Jahreszahl „MX“ (= 1010) ist umstritten, wird allerdings häufig als das Jahr des Baubeginns der Michaeliskirche insgesamt angenommen. Tatsächlich liefert dieser Grundstein „nur den Beweis, daß die Bauarbeiten im Jahr 1010 an besagtem südwestlichen Treppenturm angelangt waren.“ Ob ein weiterer 1908 an derselben Stelle gefundener, fragmentierter Inschriftenstein ebenfalls ein Grundstein war, ist offen; er ist seit dem Zweiten Weltkrieg verschollen.

### Kreuzgangflügel

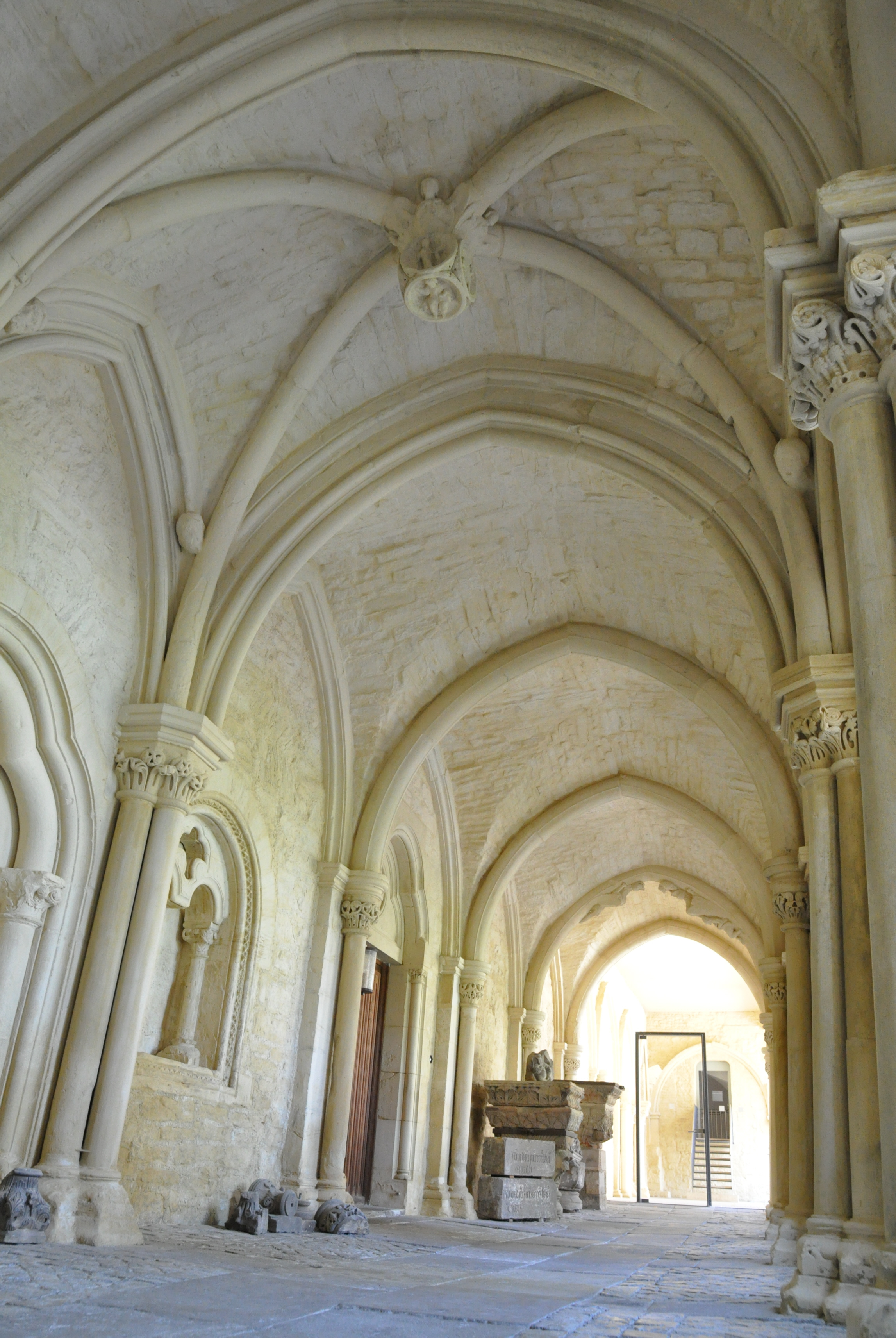
Blick in den Kreuzgang-Westflügel (2014)

Von den umfangreichen Anlage des mittelalterlichen Michaelisklosters ist lediglich ein Teil des westlichen Flügel des Kreuzgangs aus dem 13. Jahrhundert vor dem nordwestlichen Querhaus erhalten. Er ist Teil des Welterbes. Nach Angaben des Niedersächsischen Landesamtes für Denkmalpflege belegt der Kreuzgangflügel „den architektonischen Wandel und die steinmetztechnische Entwicklung von der strengen und schlichten Formgebung der frühromanischen Bildhauerkunst hin zu den ungleich aufwändigeren Steinmetzarbeiten in der Mitte des 13. Jahrhunderts. Profilierte Pfeiler und Wandvorlagen gliedern den Raum. Basen, Kapitelle und Kämpfer verstärken die räumlich-plastische Wirkung, spitzbogige Gewölbegurte sowie figürlich und vegetabil geschmückte Schlusssteine schmücken die Gewölbeabschlüsse.“

## Religiöse Deutung
St. Michael wird vielfach als Gottesburg bezeichnet, da es aufgrund seiner Lage, der massiven Mauern und wehrhaften Türme einen burgartigen Eindruck macht. Treffender wird die Leitidee mit Gottesstadt wiedergegeben. Zwar war die mittelalterliche befestigte Stadt immer zugleich Burg, doch steht hier nicht der kriegerisch-abwehrende, sondern der Wohnung und Gemeinschaft stiftende Aspekt im Vordergrund. Es handelt sich um ein Abbild der vollkommenen, endzeitlichen „Stadt auf dem Berg“, die keinen Tempel mehr braucht, weil sie insgesamt Tempel – Wohnung Gottes mit den Menschen – ist. Die geometrische Konstruktion erinnert an die Maßangaben des Tempels in Ez 40 f wie an den quadratischen Grundriss der Gottesstadt nach Offb 21,16 . Sie ist gesichert gegen das Dunkle und Böse (Michael, der Drachenbezwinger), hat aber weit geöffnete Tore für das Gottesvolk von allen Enden der Erde (Jes 2).

## Ausstattung

### Chorfenster

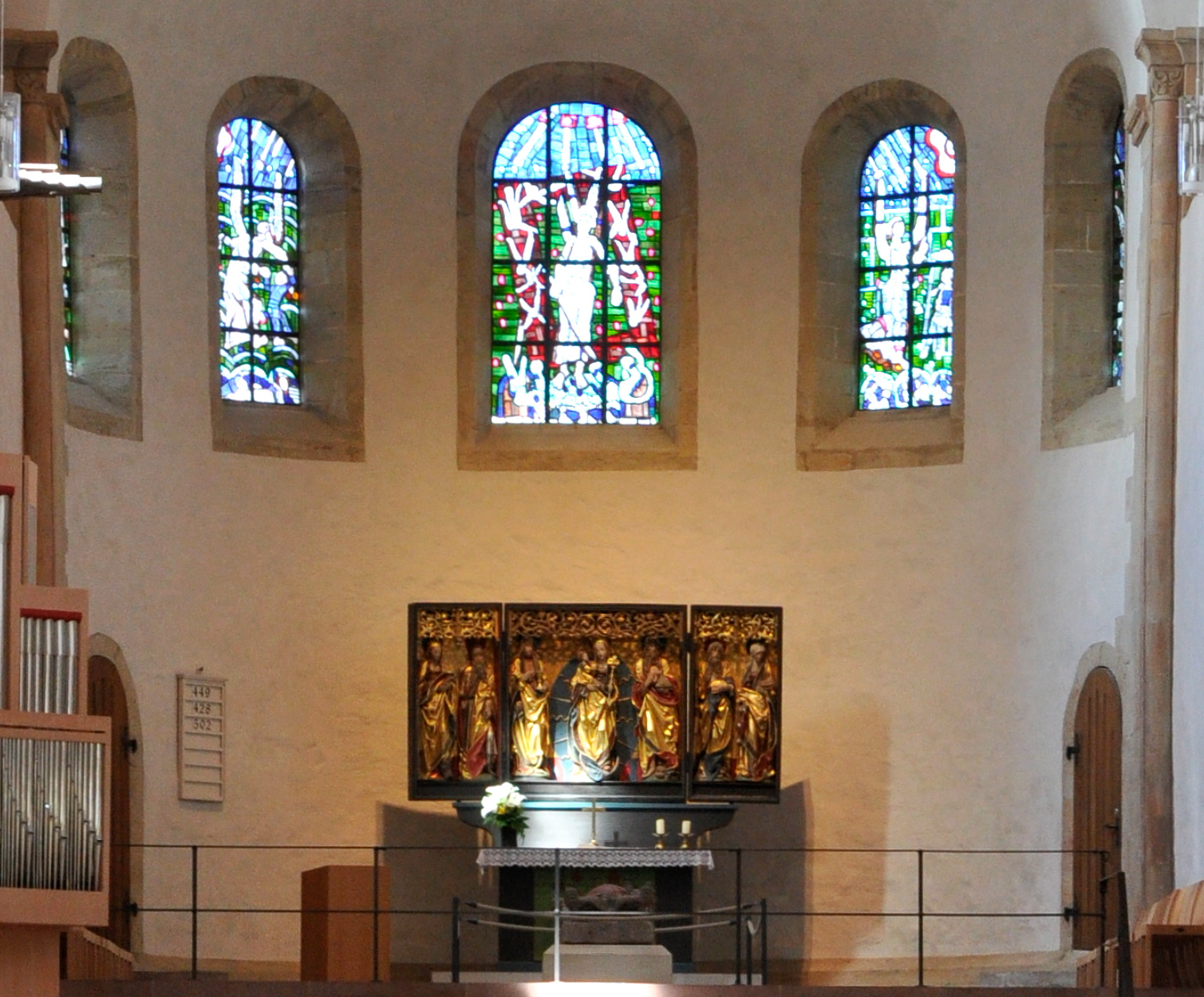
Westchorfenster von Ch. Crodel, 1965: Fünf Erscheinungsweisen des Erzengels Michael (Foto 2014)

Der Gesamteindruck des (heutigen) Innenraums ist durch den Lichteinfall von allen Seiten geprägt. Dabei kommen den Fenstern im Ost- und Westchor große Bedeutung zu.
Die fünf von Charles Crodel 1965 geschaffenen Fenster im Westchor mit den Engelsdarstellungen erinnern mit ihrer Farbigkeit an mittelalterliche Buch- und Glasmalerei. Die gesamtarchitektonische Wirkung wird durch die aus der Bildtradition der Deckenmalerei entwickelte moderne Bildsprache erreicht. Der farbige Aufbau der Glasmalerei betont zudem die Rundung der Apsis und des hohen Chores gegenüber dem Kirchenschiff und vergegenwärtigt zugleich das Patrozinium der dem „Schutz des Erzengels Michael, der im mittleren Fenster mit zerbrochener Lanze als Bezwinger des Satans in Form des tot darnieder liegenden Drachen dargestellt wird, und der ganzen himmlischen Heerschar“ unterstellten Kirche. Unterhalb des Fensters mit Michael befindet sich an der Außenseite des Westchores im Scheitelpunkt des Chorumganges die Nische, in der der Michalisaltar aufgestellt war.
Die vier anderen Fenster des Westchores zeigen links (Süden) weitere Erscheinungsweisen, den Engel mit dem Schwert und den Schutzengel sowie rechts (Norden) den Verkündungsengel mit Maria und den Erlösungsengel (Seraph, Jesaja 6) und weisen so darauf hin, dass St. Michael von Bernward als Engelsburg erbaut wurde.
Die 1966 vom Hamburger Künstler Gerhard Hausmann geschaffenen Fenster mit stilisierten Lebensbäumen in der Apsis des Ostchors zeichnen sich dagegen durch ihre Schlichtheit aus. Sie symbolisieren – wie die ganze Kirche – das himmlische Jerusalem (Offb 21 ). Hausmann schuf 1971 ebenfalls die Glasfenster der östlichen Nebenapsiden. Die Fenster in der unteren Apsis des nordöstlichen Querhauses, das als Taufkapelle genutzt wird, widmen sich mit den Darstellungen Sintflut als Wasser des Gerichts (Gen 7–8 ), Christus als Morgenstern (Offb 22,16–17 ) und Wasser (des Lebens) aus dem Felsen (Ex 17,2–7 ) diesem Thema, während die Fenster in der unteren Apsis des südöstlichen Querhauses mit der siebenfachen Ähre (Gen 41,5–7 ), Christus als Kelch in der Kelter (Jes 63,3 ) und Manna als Brot vom Himmel (Ex 16,2–5,13–18 ) die Eucharistie als Bezugspunkt haben.

### Christussäule
Die Christussäule ist ein Bronzehohlguss aus dem ersten Drittel des 11. Jahrhunderts, auf dem in 28 Bildern das öffentliche Leben Jesu Christi dargestellt ist. Sie stand bis zum 17. Jahrhundert unter dem westlichen Triumphbogen der östlichen Vierung. Mit der durch die Reformation verbundenen Umgestaltung der Kirche verlor sie dort ihre liturgische Bedeutung und wurde von der evangelischen Gemeinde in das umgestaltete südöstliche Querhaus gebracht. Im 19. Jahrhundert gelangte sie in den Hildesheimer Dom. Von September 2009 bis August 2014 stand sie für die Dauer der Domsanierung für knapp fünf Jahre wieder in St. Michael, im südöstlichen Querhaus. Dabei wies die erste Szene – die Taufe Jesu im Jordan (Lk 3,21–22 ) – nach Norden und damit liturgisch in Richtung des in der Ostvierung befindlichen Altars sowie des im nordöstlichen Querhaus aufgestellten Taufbeckens.

### Bemalte Holzdecke

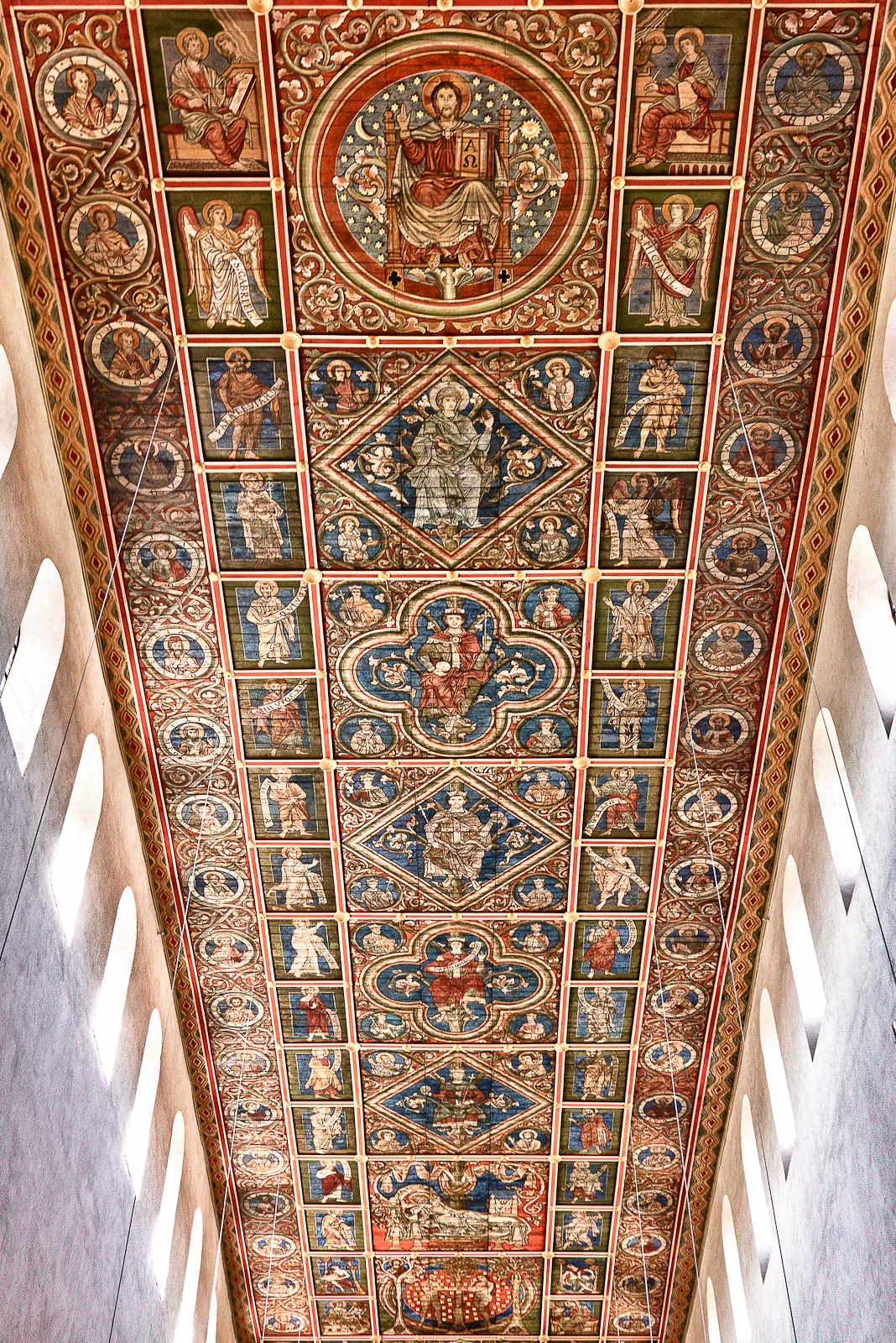
Bemalte Holzdecke des Mittelschiffs (2012)

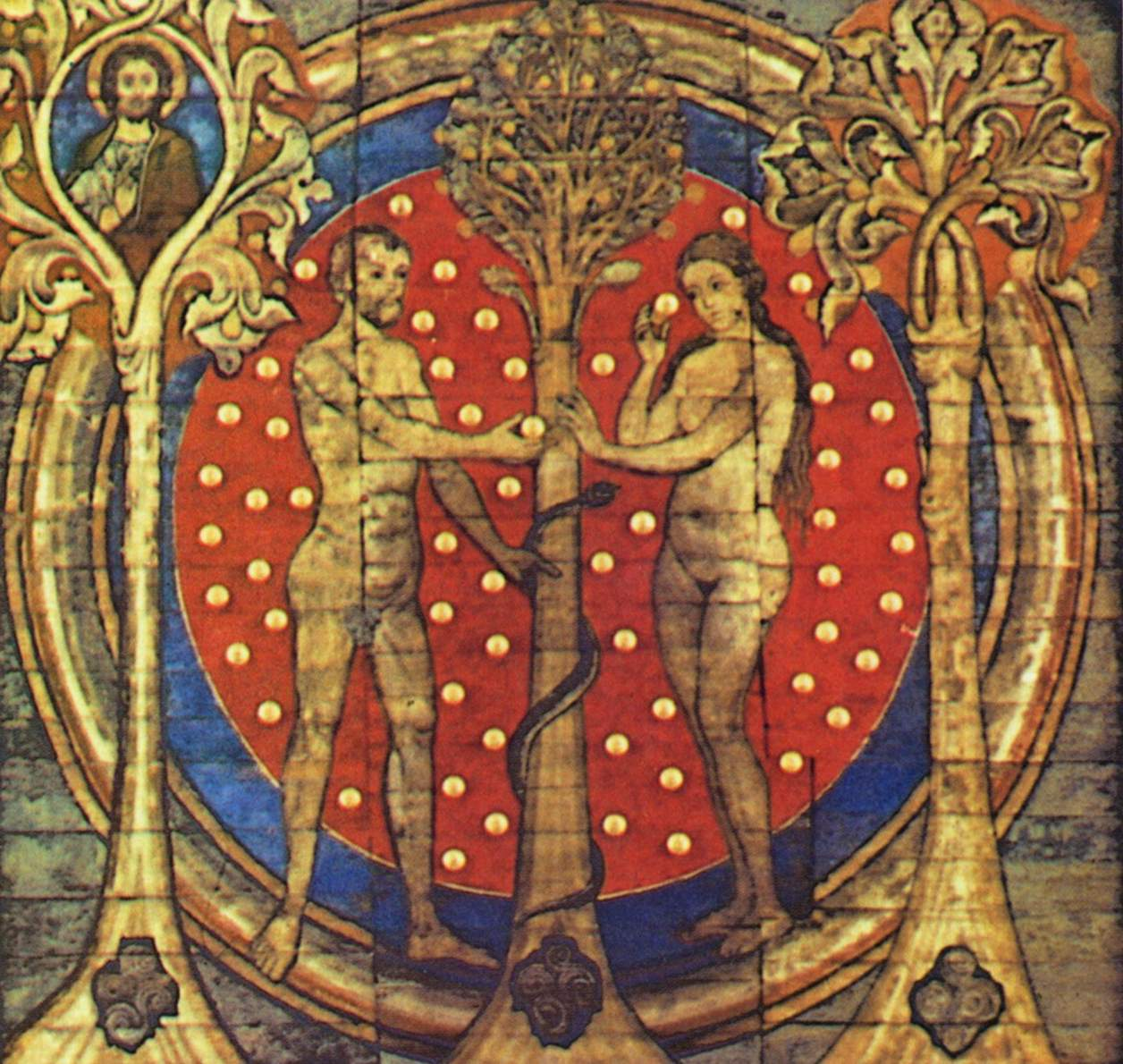
Detail: Sündenfall im Paradies

Die bemalte Holzdecke im Mittelschiff des Langhauses, die im 13. Jahrhundert entstand, ist einzigartig nördlich der Alpen. Johannes Sommer datierte 1966 die Deckenmalerei zeitgleich mit den Westchor-Erweiterungen in die Jahre gegen 1200 und begründet dies hauptsächlich damit, dass es nach dem 1204 resignierten Abt Theoderich II. im Kloster keine Persönlichkeit mehr gegeben hätte, die zu solchen Leistungen fähig gewesen wäre. Die dendrochronologischen Untersuchungen im Jahr 1999 weisen auf ein Fälldatum der für die Decke verwendeten Eichenhölzer zwischen 1190 und 1220 hin.
Neben den Deckengemälden in St. Martin in Zillis (Schweiz) und in Dädesjö (Schweden) ist diese Deckenmalerei das einzige monumentale Tafelgemälde des hohen Mittelalters, das bis in unsere Zeit erhalten geblieben ist. Sie misst 27,6 × 8,7 Meter und besteht aus 1300 Eichenbohlen, die aus dem Holzstamm gespalten wurden; gesägte Bretter konnten noch nicht hergestellt werden. Dadurch ergibt sich eine strukturierte Darstellung im Vergleich zu den später beim Austausch schadhafter Bohlen eingesetzten Brettern.
Abgebildet ist der sogenannte Jessebaum, der die Abstammung Jesu darstellt. Die Malerei besteht aus acht Hauptfeldern.
Das erste Hauptfeld zeigt den Sündenfall im Paradies. In dieser für den Jessebaum ungewöhnlichen Darstellung stehen Adam und Eva neben dem Baum der Erkenntnis. In der Krone des danebenstehenden Baumes ist der segnende Christus zu erkennen. Das zweite Hauptbild zeigt Jesse, aus dessen Lende ein Baum entspringt, der sich durch die folgenden Hauptbilder rankt (Jessebaum). Die weiteren Felder sind sozusagen die Etagen dieses Baumes. Sie zeigen mit David, Salomo, Hiskia und Josia Könige Israels; sie umgeben jeweils vier weitere nicht benannte Könige. Das siebte Feld zeigt Maria umgeben von den vier Kardinaltugenden. Sie hält eine Spindel mit rotem Garn in der Hand. Nach dem Protevangelium des Jakobus gehörte sie zu den sieben Jungfrauen, die den Tempelvorhang anfertigten. Ihre Handhaltung erinnert an die der Eva im ersten Hauptbild; dies unterstreicht ihre Stellung als neue Eva. Das achte Hauptfeld wurde 1650 bei einem Einsturz des östlichen Vierungsturms zerstört. Seit dem Wiedereinbau der Holzdecke 1960 wurde es durch ein Bild Christi als Weltenrichter auf dem Thron ersetzt, das nach einer Vorlage aus dem 19. Jahrhundert entstand.
Das Paradiesbild ist von den vier Paradiesflüssen sowie den Evangelisten Markus und Lukas umgeben. Das Christusbild wird umrahmt von den Erzengeln Raphael, Uriel, Gabriel und Michael sowie den Evangelisten Matthäus und Johannes. Jedes der anderen Hauptbilder ist auf jeder Seite von zwei rechteckigen Darstellungen (hauptsächlich Propheten) flankiert; neben Maria befinden sich rechts der Verkündungsengel und Jesaja, oben links Johannes der Täufer; das vierte Bild kann nicht eindeutig identifiziert werden (Aaron oder Zacharias). In den vier Eckbildern werden die Symbole der Evangelisten dargestellt.
Weiterhin befinden sich an der Decke 42 Medaillons mit den Vorfahren Christi. Nach dem Matthäusevangelium sind dies die Generationen von Abraham (der sich in einem der Medaillons befindet, aber keine Sonderstellung einnimmt) bis Jesus (Mt 1,17 ). Die Darstellung der Vorfahren ist jedoch dem Lukasevangelium entnommen, das 78 Vorfahren erwähnt und von David nicht über Salomo, sondern dessen Bruder Natan (2 Sam 5,14 ) – nicht zu verwechseln mit dem Propheten – weiterführt (Lk 2,23–38 ). Damit sind sowohl die königliche als auch die genealogische Abstammung dokumentiert.
Ursprünglich befand sich unter dem obersten Hauptbild der Kreuzaltar mit dem Bernwardskreuz, direkt dahinter stand die Christussäule.
Die Decke wurde 1943 ausgebaut und an verschiedenen Orten eingelagert. Die nach dem Einsturz des östlichen Vierungsturms ersetzten Bretter verblieben in der Kirche. Die ursprünglich verwendeten Bohlen überdauerten so den Zweiten Weltkrieg. Vor dem Wiedereinbau im Jahr 1960 sind alle Teile der Malerei sorgfältig gereinigt und restauriert worden.

### Nördliche Chorschranke

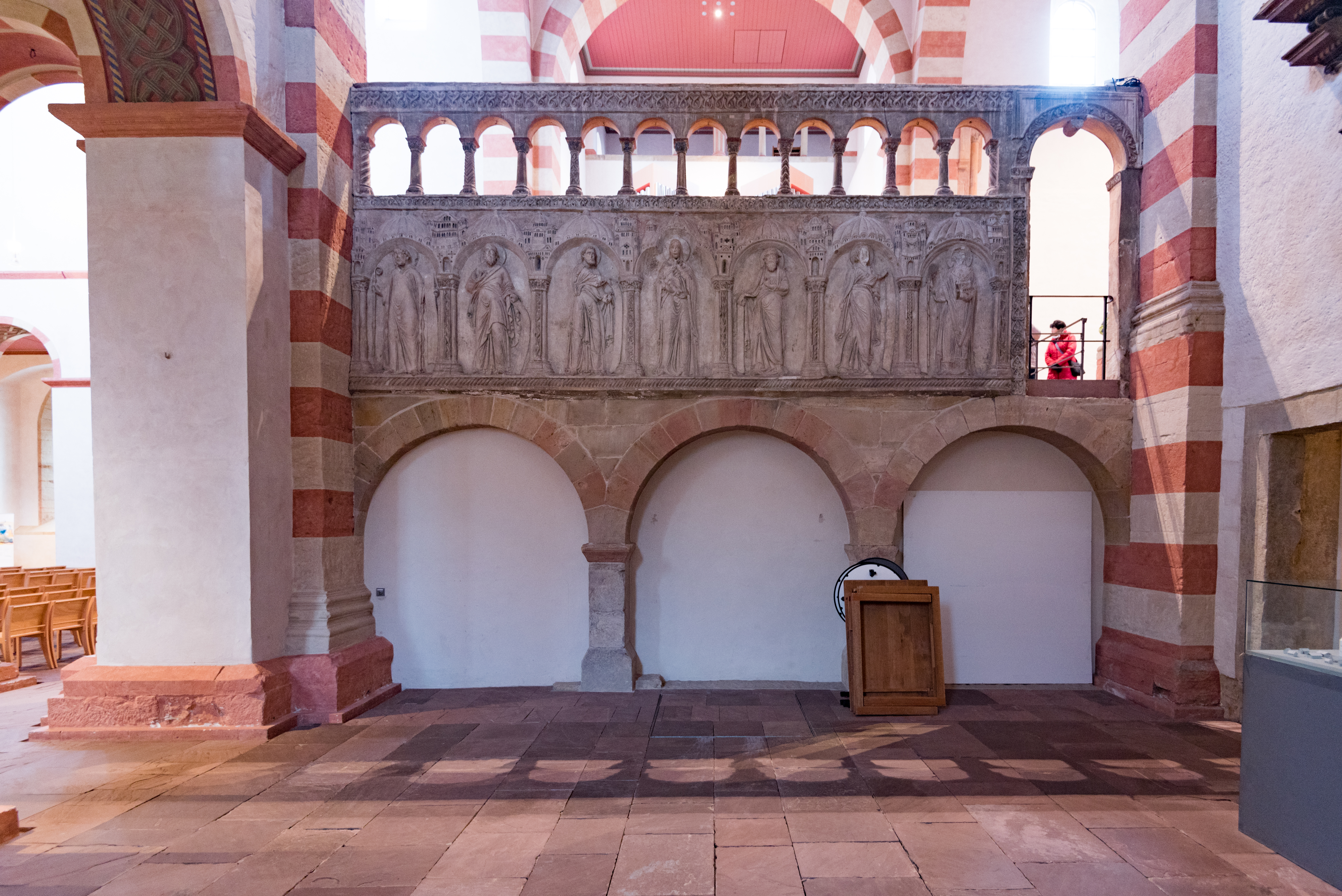
Chorschranke (2017)

Auch die nördliche Chorschranke (Engelschorschranke) in der Vierung vor dem Westchor beweist die Farbenfreudigkeit des hohen Mittelalters. Sie wurde 1194 bis 1197 nach der Heiligsprechung Bernwards bei der Erweiterung der Krypta und der damit verbundenen Verlängerung des Hohen Chors hier angebracht. Das Gegenstück im Süden wurde 1662 zerstört.
Die Schmuckformen sind durch und durch Stuckaturen. Diese Technik der Gestaltung von Skulpturen und Reliefs war in Niedersachsen verbreitet und zu hoher Kunstfertigkeit entwickelt.
Auf der Innenseite (nach Süden) stehen über dem Fries mit Fabelwesen 13 Engelsfiguren; einige trugen Spruchbänder.
An der Außenseite der Chorschranke sind noch die drei ursprünglich zur Krypta geöffneten Rundbögen zu erkennen. Die sieben Bögen darüber stellen das himmlische Jerusalem dar. In ihnen stehen Heiligenfiguren, in der Mitte als Hauptfigur Maria mit dem Kind, nach rechts (Osten) Petrus, Jakobus und Benedikt, nach links (Westen) Paulus, Johannes und Bernward (mit der Michaeliskirche in der Hand). Die Figuren treten stark von der Wandfläche hervor und werden an einigen Stellen fast vollrund.

### Seligpreisungen
Im südlichen Seitenschiff befinden sich in den Zwickeln der Arkaden zum Mittelschiff acht Frauenfiguren aus Stuck. Sie sind älter als die Chorschranke. Auf den Spruchbändern der Frauen waren bis zur Mitte des 19. Jahrhunderts noch die Seligpreisungen aus der Bergpredigt (Mt 5,3–10 ) zu lesen. Die Plastiken wurden bei der Zerstörung der Kirche bei Kriegsende zum Teil stark beschädigt. Nur auf zwei Figuren konnten beim Wiederaufbau die Originalköpfe wieder aufgesetzt werden.

### Johannes-Retabel

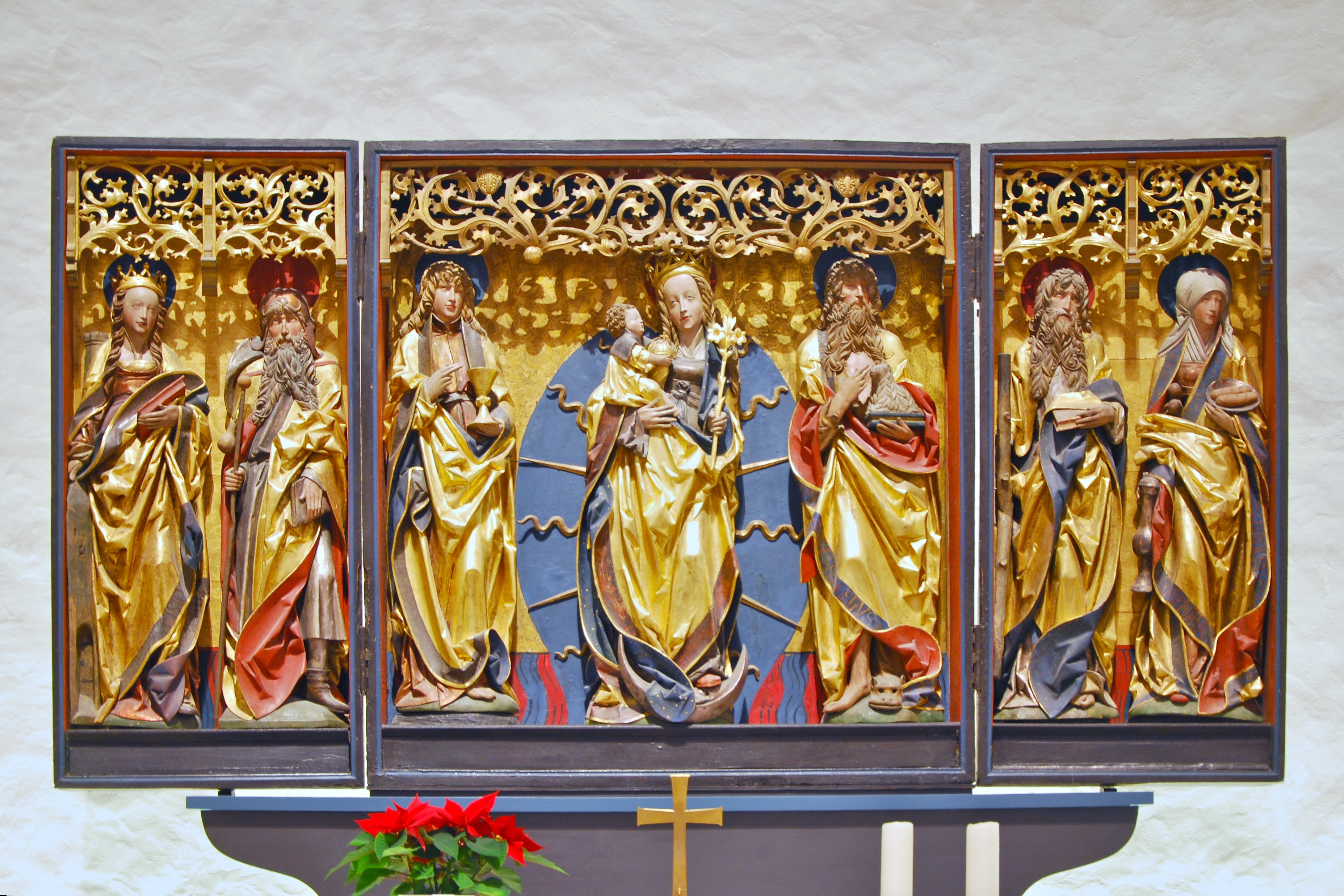
Johannesaltar von 1520

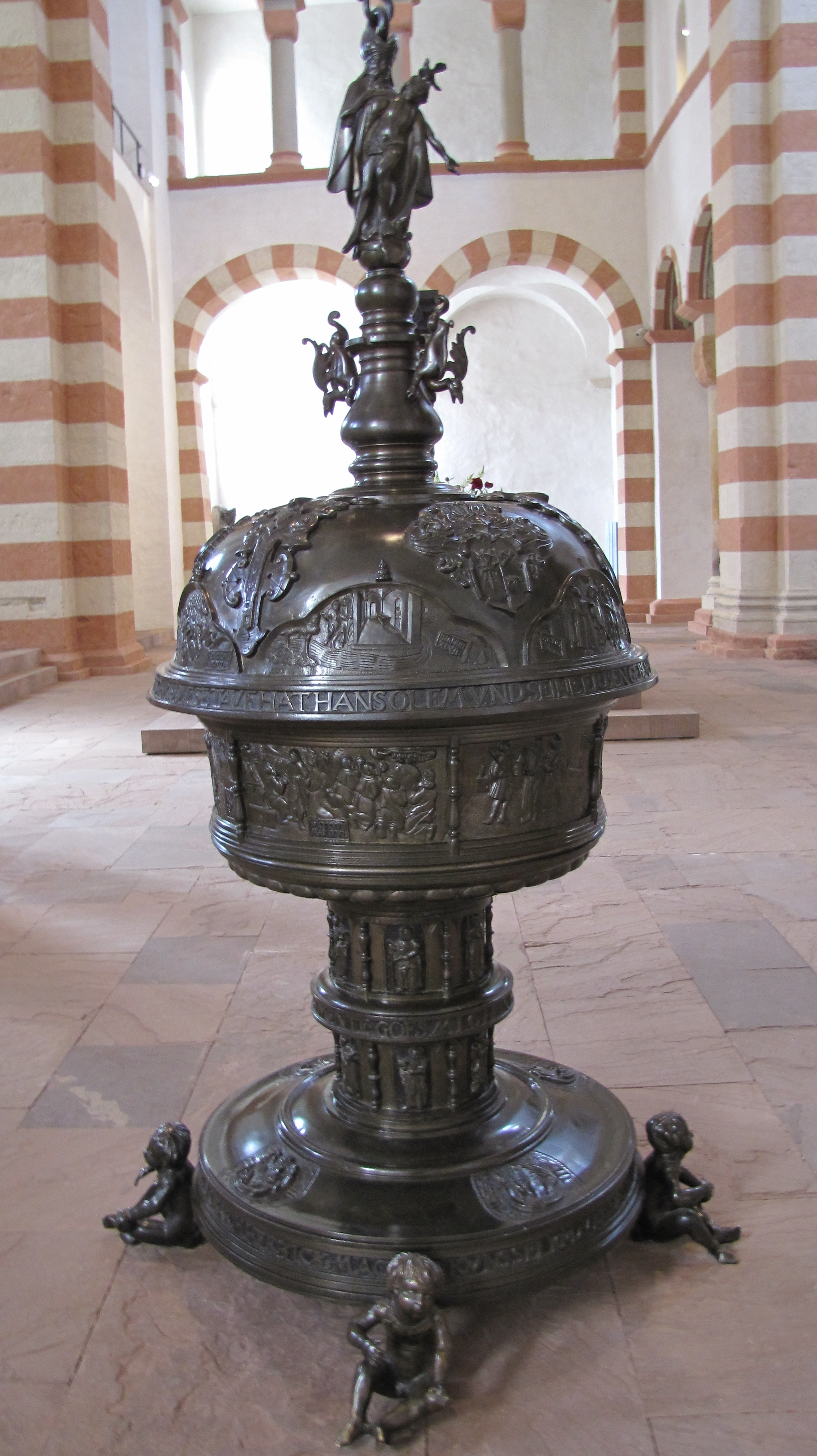
Bronzetaufbecken von 1618

Der Altar auf dem Hohen Chor im Westen ist um das Jahr 1520 entstanden und war ursprünglich in der Kirche des Johannisstifts am Dammtor aufgestellt. Von dort gelangte er im Zuge der Reformation in die nunmehr evangelische Martinikirche, die ehemalige Kirche des Franziskanerklosters. Mitte des 19. Jahrhunderts wurde die Kirche profaniert und als Museum, heute Roemer- und Pelizaeus-Museum genutzt. Die Gemeinde zog 1857 (wieder) in die Michaeliskirche und brachte den Altar – evtl. als Ersatz für den während der Säkularisation in die Magdalenenkirche verbrachten Elfenaltar – mit. Die beiden äußeren, beidseitig bemalten Flügel wurden jedoch an den Museumsverein verkauft und befinden sich heute im Besitz des Stadtmuseums.
Der Altar ist fast immer geöffnet, so dass im Altarinneren sieben in goldene Gewänder gekleidete Heilige zu sehen sind. Im Mittelpunkt steht Maria mit dem Jesuskind – daher wird auch der Begriff Marienaltar verwendet. Ihr zur Seite stehen links der Evangelist Johannes (mit dem Kelch) und rechts Johannes der Täufer (mit dem Lamm). Auf der Innenseite des linken Flügels sind Barbara und Jakobus, auf der Innenseite des rechten Flügels Andreas und Elisabeth von Thüringen zu sehen. Auf den beiden bemalten Außenseiten befinden sich die Heimsuchung (Lk 1,39–45 ) (links) und die Geburt Jesu (Lk 2,1–7 ) (rechts).
Die beiden äußeren im Stadtmuseum befindlichen Flügel zeigen Abbildungen der Verkündigung (Lk 1,26–38 ) (links innen), der Anbetung der Könige (Mt 3,9–11 ) (rechts innen), die Taufe Jesu durch Johannes den Täufer (Lk 3,21–22 ) (links außen) und den Evangelisten Johannes auf der Insel Patmos (rechts außen).

### Taufbecken
Bereits im ersten Drittel des 13. Jahrhunderts wurde für den Hildesheimer Dom ein Bronzetaufbecken gegossen, welches auf vier wasserschüttenden Männerfiguren ruht, sie symbolisieren – wie auch an der Basis der Christussäule und an der bemalten Holzdecke – die vier Paradiesflüsse. Diese Tradition wurde auch nach Einführung der Reformation in Hildesheim mit dem Messingtaufbecken von 1547 für die Andreaskirche fortgesetzt, allerdings in typisch protestantischem Stil. In Hildesheim und Umgebung entstanden insgesamt sechs Nachfolgewerke, so etwa 1592 für die katholische Heilig-Kreuz-Kirche.
Das letzte dieser Taufbecken ist das 1618 von Dietrich Mente für die Martini-Kirche gegossene Bronzetaufbecken, welches sich seit 1857 in der Michaeliskirche befindet. Es steht in dem als Taufkapelle genutzten nordwestlichen Querhaus.
Das Becken und der Deckel zeigen jeweils sechs biblische Szenen. Auf dem Schaft sind in zwei Reihen die 12 Apostel dargestellt. Die Bodenplatte wird von vier Putten getragen, die nur noch entfernt an die Wasserschütter an der Taufe im Dom erinnern. Inschriften weisen auf die Stifter und den Gießer hin, die Kartusche auf dem Deckel mit dem heiligen Martin verweist auf den ursprünglichen Standort. Der Deckel wird von einer Halterung mit einer Darstellung der Dreieinigkeit bekrönt.

- Die Bilder auf dem Deckel:
  - Die Arche und die Sintflut (Gen 7 EU)
  - Philippus tauft den Kämmerer aus Äthiopien (Apg 8,26–40 EU)
  - Israel zieht durch das Schilfmeer (Ex 14 EU)
  - Die Vision Ezechiels, der aus dem Jerusalemer Tempel ein segensreiches Wasser fließen sieht Ez 47 EU
  - Petrus tauft den Hauptmann Kornelius (Apg 10 EU)
  - Jesus spricht mit Nikodemus über die Wiedergeburt aus Wasser und Geist (Joh 3 EU)
- Die Bilder am Becken:
  - Johannes tauft Jesus im Jordan (Mt 3,13–17 EU, Mk 1,9–11 EU, Lk 3,21–22 EU)
  - Auferstehung, Taufbefehl und Himmelfahrt Christi (Mt 28 EU, Mk 16 EU, Lk 24,50–53 EU)
  - Paulus tauft Lydia und den Kerkermeister (Apg 16,14–34 EU)
  - Jesus segnet (tauft) die Kinder (Mt 19,13–15 EU, Mk 10,13–16 EU, Lk 18,15–17 EU)
  - Bekehrung und Taufe des Saulus (Apg 9,1–19 EU)
  - Die Pfingstpredigt des Petrus (Apg 2,14–36 EU)

### Woehl-Orgel

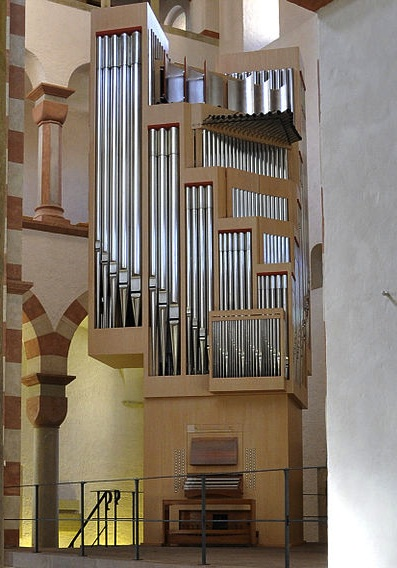
Blick auf die Orgel (2015)

Die Orgel in der Michaeliskirche wurde im Jahr 1999 von dem Orgelbauer Gerald Woehl (Marburg) erbaut. Sie ersetzte ein 1958 von Paul Ott gebautes und 1970 erweitertes Instrument, das nach St. Elisabeth in Gera umgesetzt wurde. Dem Neubau in der unterdessen auch zum Weltkulturerbe erhobenen Michaeliskirche ging eine langjährige Diskussion im Spannungsfeld zwischen kirchenmusikalischen Interessen, denkmalpflegerischen Gesichtspunkten und gemeindlichen Vorstellungen voran. Die Woehl-Orgel steht frei unterm Scheidbogen des südlichen Querhauses zur Westvierung hin orientiert, gegenüber der nördlichen Chorschranke. Das Gehäuse nimmt ein Grundrisselement des Gebäudes auf, indem es auf einem über Eck gestellten Quadrat errichtet ist, welches aus der Mittelachse zur Seite gerückt ist. Es hat einen vierseitigen Prospekt.
Das Orgelwerk selbst ist für die Darbietung einer breiten Palette an Orgelliteratur angelegt, d. h. von der Musik J. S. Bachs und der Musik der deutschen Romantik, als auch für die Darbietung französisch-symphonischer Orgelmusik bis hin zur Musik der Gegenwart. Das Instrument hat 68 Register und ein Effektregister auf drei Manualwerken und Pedal. Die Spieltraktur (Hängetraktur) sowie die Koppeln sind mechanisch, die Registertrakturen sind elektrisch. Die Pfeifen des Pedalregisters Großbordun 32′ sind außerhalb der Orgel untergebracht; sie liegen auf der 1. Empore der Engels-Chöre im südwestlichen Querhaus. Das Glockenspiel hängt auf der darüberliegenden Empore, der Empore der Engelchöre.
| I Hauptwerk C–a3 |       |
| Prinzipal        | 16′   |
| Bordun           | 16′   |
| Prinzipal        | 8′    |
| Rohrflöte        | 8′    |
| Flûte harmonique | 8′    |
| Gambe            | 8′    |
| Oktave           | 4′    |
| Spitzflöte       | 4′    |
| Quinte           | 2 ⁄3′ |
| Octave           | 2′    |
| Sesquialter II   |       |
| Cornet V         |       |
| Großmixtur V–VII |       |
| Mixtur V         |       |
| Fagott           | 16′   |
| Trompete         | 8′    |
| Tuba             | 8′    |
| Clarine          | 4′    |

| II Oberwerk C–a3    |        |
| Gambe               | 16′    |
| Prinzipal           | 8′     |
| Saliconal           | 8′     |
| Hohlflöte           | 8′     |
| Unda maris          | 8′     |
| Gedackt             | 8′     |
| Prestant            | 4′     |
| Flaute douce        | 4′     |
| Nasard              | 2 ⁄3′  |
| Octave              | 2′     |
| Flöte               | 2′     |
| Terz                | 1 3⁄5′ |
| Flageolet           | 1′     |
| Cornet V            |        |
| Carillon III        |        |
| Mixtur V            |        |
| Trompete            | 8′     |
| Krummhorn           | 8′     |
| Tremulant (schwach) |        |

| III Schwellwerk C–a3 |       |
| Quintatön            | 16′   |
| Diapason             | 8′    |
| Cor de Nuit          | 8′    |
| Flûte traversière    | 8′    |
| Viole de Gamba       | 8′    |
| Flûte octaviante     | 4′    |
| Dulciana             | 4′    |
| Quinte               | 2 ⁄3′ |
| Octavin              | 2′    |
| Grand cornet V–VII   |       |
| Bombarde             | 16′   |
| Trompette harmonique | 8′    |
| Basson Hautbois      | 8′    |
| Klarinette           | 8′    |
| Voix humaine         | 8′    |
| Clairon harmonique   | 4′    |
| Tremulant (stark)    |       |
| Glocken              |       |

| Pedal C–f1  |     |
| Untersatz   | 32′ |
| Großbordun  | 32′ |
| Prinzipal   | 16′ |
| Subbass     | 16′ |
| Violon      | 16′ |
| Bordun      | 16′ |
| Oktavbass   | 8′  |
| Violoncello | 8′  |
| Bordun      | 8′  |
| Octave      | 4′  |
| Mixtur V    |     |
| Großposaune | 32′ |
| Posaune     | 16′ |
| Trompete    | 8′  |
| Tuba        | 8′  |
| Clarine     | 4′  |
| Glocken     |     |

- Koppeln
  - Normalkoppeln: II/I, III/I, III/II, I/P, II/P, III/P
  - Bass-Oktavkoppeln: I/I, III/I, III/II

### Glocken
Die Michaeliskirche besitzt mit insgesamt zehn Glocken das, nach dem Dom, glockenreichste Geläut Hildesheims und eines der vielstimmigsten Geläute Niedersachsens. Die älteste Glocke ist ein wertvolles Instrument aus dem Jahr 1270 und zählt zu den ältesten datierten Glocken Norddeutschlands. Sie wurde 1812 an die Kirchengemeinde Werlaburgdorf verkauft und sprang dort einige Jahrzehnte später. Die Glocke gelangte daraufhin in das Herzog Anton Ulrich-Museum in Braunschweig und wurde 1955 im Glockenschweißwerk Lachenmeyer in Nördlingen repariert und als Dauerleihgabe an die Michaelisgemeinde zurückgegeben und erst 1976 läutbar aufgehängt. Bis zum Zweiten Weltkrieg besaß St. Michael nur ein Geläut aus drei Glocken in der Disposition a° – c′ – e′, von denen die kleinste 1518 von Harmen Koster gegossen wurde und ursprünglich im Hildesheimer Johannisstift hing. Nachdem die beiden großen Glocken der ortsansässigen Glockengießerei Radler durch Einschmelzen und die spätgotische Glocke beim großen Bombenangriff am 22. März 1945 vernichtet wurden, beschaffte sich die Kirchengemeinde zwischen 1950 und 1965 acht neue Glocken, welche allesamt von Friedrich Wilhelm Schilling in Heidelberg gegossen worden sind. Diese Glocken repräsentieren fast die gesamte Schaffensperiode Schillings. 1971 gab man noch die heute größte Glocke des Geläutes bei Schilling in Auftrag. Die Formarbeiten wurden noch unter seiner Leitung abgeschlossen, ehe er am 6. Juni desselben Jahres verstarb und der Guss sowie alle Nacharbeiten selber durch seinen Nachfolger Karl Stumpf, ausgeführt wurden.
Aus statischen Gründen hängen alle zehn Glocken auf insgesamt fünf der sechs Türme verteilt. So ergibt sich von außen von jeder Seite ein neues, ganz eigenes Klangbild. Die hochgotische Glocke von 1270 wird nur solistisch verwendet und ist im Gesamtgeläut nie zu hören.
| Glocke           | 1                       | 2         | 3                                       | 4                                       | 5                                       | 6                                       | 7                                       | 8                                       | 9                                       | 10                                      |
| ---------------- | ----------------------- | --------- | --------------------------------------- | --------------------------------------- | --------------------------------------- | --------------------------------------- | --------------------------------------- | --------------------------------------- | --------------------------------------- | --------------------------------------- |
| Turm             | NW                      | ÖV        | NO                                      | SO                                      | NO                                      | SO                                      | SW                                      | SO                                      | SW                                      | SW                                      |
| Durchmesser (mm) | 1235                    | 1152      | 1029                                    | 869                                     | 807                                     | 742                                     | 666                                     | 587                                     | 555                                     | 494                                     |
| Masse (ca.; kg)  | 1140                    | 1005      | 730                                     | 410                                     | 350                                     | 265                                     | 160                                     | 135                                     | 120                                     | 85                                      |
| Gießer           | Karl Stumpf, Heidelberg | unbekannt | Friedrich Wilhelm Schilling, Heidelberg | Friedrich Wilhelm Schilling, Heidelberg | Friedrich Wilhelm Schilling, Heidelberg | Friedrich Wilhelm Schilling, Heidelberg | Friedrich Wilhelm Schilling, Heidelberg | Friedrich Wilhelm Schilling, Heidelberg | Friedrich Wilhelm Schilling, Heidelberg | Friedrich Wilhelm Schilling, Heidelberg |
| Gussjahr         | 1971                    | 1270      | 1965                                    | 1952                                    | 1965                                    | 1952                                    | 1950                                    | 1952                                    | 1950                                    | 1950                                    |
| Ton              | e′-6                    | fis′-6    | g′-4                                    | a′-3                                    | h′-3                                    | c″-4                                    | d″-6                                    | e″-3                                    | f″-5                                    | g″-4                                    |

Legende: NW = Nordwestturm, SW = Südwestturm, NO = Nordostturm, SO = Südostturm, ÖV = Östlicher Vierungsturm

## Rezeption

### Die Michaeliskirche als architektonisches Vorbild

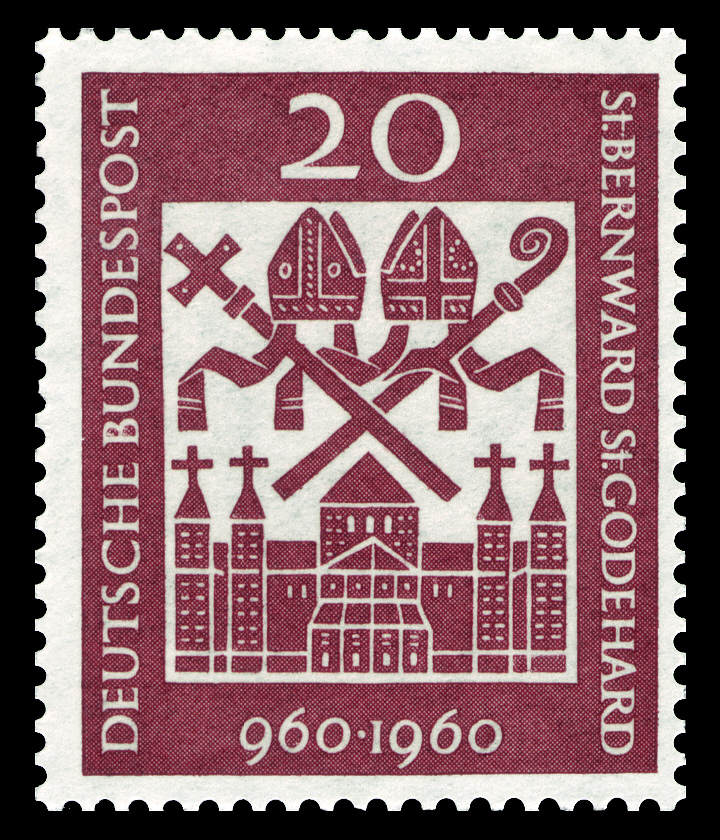
Briefmarke der Deutschen Bundespost (1960) zum 1000. Geburtstag der Bischöfe Bernward und Godehard

Die Michaeliskirche hat als architektonisches Vorbild bis zum Ende der Romanik vielfach weitergewirkt, so schon ein Jahrzehnt später in der Basilika von Aquileia.
Für den romantischen Historismus des 19. Jahrhunderts war St. Michael eines der Hauptsymbole der religiösen Reichsidee und wirkte auf zahlreiche Kirchbauten dieser Zeit ein. Eine idealisierte Nachbildung, ergänzt durch den Turm des Soester Patroklusdoms, ist die Antoniusbasilika in Rheine.
Zeitgenössisch dienten einzelne architektonische Elemente als gestalterisches Vorbild. Die dreiteilig hierarchische Gliederung der Querflügelemporen in St. Michael wurde beispielsweise in der Klosterkirche Fredelsloh nachempfunden.

### Gedenkbriefmarken und -münze

Deutsche 2-Euro-Gedenkmünze 2014

1960 erschien eine 20-Pfennig-Bernward/Godehard-Gedenkbriefmarke, die auch die Michaeliskirche zeigte. 2010 erschien eine Jubiläumsbriefmarke (220 Cent) mit dem Motiv der Michaeliskirche.
Seit dem 7. Februar 2014 ist eine deutsche 2-Euro-Gedenkmünze im Umlauf, deren Rückseite die Kirche zeigt.

## Sonstiges

### Kirche als Turmfalkenbrutplatz
In zwei Türmen der Michaeliskirche nisten in je einem Brutplatz Turmfalken.

### Evangelisches Zentrum für Gottesdienst und Kirchenmusik
Das Evangelische Zentrum für Gottesdienst und Kirchenmusik an der Michaeliskirche wurde im August 2004 im ehemaligen Michaeliskloster nördlich der Kirche eingeweiht, es ist eine rechtlich unselbstständige Einrichtung der Evangelisch-lutherischen Landeskirche Hannovers in Zusammenarbeit mit der Evangelischen Kirche in Deutschland (EKD). Das Zentrum besteht aus dem Arbeitsbereich Gottesdienst und Kirchenmusik, dem Posaunenwerk und einer Tagungsstätte. Dem Arbeitsbereich Gottesdienst und Kirchenmusik, der zusammen mit dem Posaunenwerk vom Haus kirchlicher Dienste Hannover an das Michaeliskloster abgegeben wurde, sind der Bereich Kindergottesdienst und seit 2009 das gemeinsam mit der EKD errichtete Zentrum für Qualitätsentwicklung im Gottesdienst der EKD zugeordnet. Im Zentrum sind außerdem der Lektorendienst und weitere Einrichtungen und Verbände wie der Niedersächsische Kirchenchorverband oder der Verband evangelischer Kirchenmusikerinnen und Kirchenmusiker in der Evangelisch-lutherischen Landeskirche Hannovers untergebracht. Das Haus kirchlicher Dienste übernimmt Aufgaben der Verwaltung für das Zentrum. Das Zentrum umfasste 2015 etwa 40 Mitarbeitende. Gründungsdirektor war von August 2004 bis August 2024 Jochen Arnold. Ein Beirat begleitet die Arbeit. Die Aufsicht führt ein vom Landeskirchenamt Hannover gebildetes Kuratorium unter Leitung des zuständigen Referenten für Gottesdienst und Kirchenmusik.

### Allgemein
- Adolf Kottmeier: Die St. Michaeliskirche von ihrer Aufhebung (1809) bis zu ihrer Wiedereinweihung (1857). In: Alt-Hildesheim, Heft 1, 1919, S. 19–25.
- Francis J. Tschan: Saint Bernward of Hildesheim. 3 Bände. University of Notre Dame, Notre-Dame 1942–1952 (= Publications in Mediaeval Studies, Bände 6, 12 und 13).
- Hartwig Beseler, Hans Roggenkamp: Die Michaeliskirche in Hildesheim. Berlin 1954.
- Kurd Fleige: Kirchenkunst, Kapitellsymbolik und profane Bauten. Ausgewählte Aufsätze zur Bau- und Kunstgeschichte Hildesheims und seiner Umgebung. Bernward-Verlag, Hildesheim 1993, ISBN 3-87065-793-6.
- Johannes Sommer: St. Michael zu Hildesheim (= Die Blauen Bücher). 3., durchges. Auflage. Königstein i. Ts. 1993, ISBN 3-7845-4662-5.
- Sibylle Harbott: Hildesheim: St. Michael. In: Ursula Schädler-Saub (Hrsg.): Mittelalterliche Kirchen in Niedersachsen – Wege der Erhaltung und Restaurierung. Petersberg 2000, ISBN 3-932526-85-6, S. 16–41 (= Schriften des Hornemann Instituts, Band 4).
- Manfred Overesch: St. Michaelis – Das Weltkulturerbe in Hildesheim, eine christlich-jüdische Partnerschaft nach dem Zweiten Weltkrieg. Verlag Schnell & Steiner, Regensburg 2002, ISBN 3-7954-1509-8.
- Christine Wulf (Bearb.): Die Inschriften der Stadt Hildesheim. Wiesbaden 2003 (= Die Deutschen Inschriften, Band 58).
- Manfred Overesch: Von Hildesheim in die USA, Christ und Jude im Dialog über den Wiederaufbau des Weltkulturerbes St. Michaelis 1946–1949. Georg-Olms-Verlag, Hildesheim 2004, ISBN 3-487-12656-7.
- Manfred Overesch, Alfhart Günther: Himmlisches Jerusalem in Hildesheim – St. Michael und das Geheimnis der sakralen Mathematik vor 1000 Jahren. Vandenhoeck & Ruprecht, Göttingen 2009, ISBN 978-3-525-55004-5.
- Gerhard Lutz: Die Michaeliskirche Hildesheim. Mit einem Beitrag von Jürgen Götz, Fotos von Andreas Lechtape. Verlag Schnell & Steiner, Regensburg 2010, ISBN 978-3-7954-2248-6 (academia.edu).
- Christoph Schulz-Mons: Das Michaeliskloster in Hildesheim. Untersuchungen zur Gründung durch Bischof Bernward 993–1022. 2 Bände. Hildesheim 2010, ISBN 978-3-8067-8738-2 (Quellen und Dokumentationen zur Stadtgeschichte Hildesheims, 20,1 und 20,2).
- Bernhard Gallistl: Bischof Bernwards Stiftung St. Michael in Hildesheim: Liturgie und Legende. In: concilium medii aevi, 2011, 14, S. 239–287; .ub.uni-heidelberg.de
- Angela Weyer, Gerhard Lutz (Hrsg.): 1000 Jahre St. Michael in Hildesheim. Kirche-Kloster-Stifter. Petersberg 2012, ISBN 978-3-86568-767-8 (= Schriften des Hornemann Instituts. Band 14).
- Bernhard Gallistl: Erzähltes Welterbe. 12 Jahrhunderte Hildesheim. Olms Verlag, Hildesheim 2015, ISBN 978-3-487-15230-1.
- Alfhart Günther: Kirchen des Mittelalters mit den Augen eines Physikers – Baukunst zwischen Theologie, Technik und Geometrie. Garamond, Gera 2017, ISBN 978-3-946964-07-0.

### Architektur und Baugeschichte
- Hans Roggenkamp: Die ehemalige Michaeliskirche zu Hildesheim in Maß und Zahl. Studie über eine frühmittelalterliche Entwurfsarbeit. Diss. Ing. TH Hannover 1946. (Maschinenschrift[67])
- Hans-Dieter Heckes: Die Michaeliskirche in Hildesheim. Ihre nachmittelalterliche Baugeschichte von 1542 bis 1910. Diss. phil., Technische Universität Berlin 1982, Berlin 1985.
- Cord Alphei: Die Hildesheimer Michaeliskirche im Wiederaufbau 1945–1960. Georg Olms Verlag, Hildesheim 1993, ISBN 3-487-09812-1.
- Michael Brandt (Hrsg.): Der vergrabene Engel. Die Chorschranken der Hildesheimer Michaeliskirche. Funde und Befunde. Ausstellungskatalog. Hildesheim 1995, ISBN 3-8053-1826-X.
- Christiane Segers-Glocke, Angela Weyer (Hrsg.): Der Kreuzgang von St. Michael in Hildesheim: 1000 Jahre Kulturgeschichte in Stein. Niemeyer, Hameln 2000, ISBN 3-8271-8020-1 (= Arbeitshefte zur Denkmalpflege in Niedersachsen. Band 20); doi:10.11588/diglit.51152, ub.uni-heidelberg.de
- Bernhard Gallistl: Unbekannte Dokumente zum Ostchor der Michaeliskirche aus der Dombibliothek. In: Die Diözese Hildesheim in Vergangenheit und Gegenwart, 2004, 72, S. 259–289.
- Christiane Segers-Glocke (Hrsg.): St. Michael in Hildesheim: Forschungsergebnisse zur bauarchäologischen Untersuchung im Jahr 2006. CW Niemeyer Buchverlage, Hameln 2008, ISBN 978-3-8271-8034-6 (= Arbeitshefte zur Denkmalpflege in Niedersachsen. Band 34); doi:10.11588/diglit.51162; ub.uni-heidelberg.de
- Eva-Maria Eilhard-Braune, Jürgen Götz, Klaus Steffens: Die Michaeliskirche in Hildesheim. Erhaltung des Weltkulturerbes. In: Bautechnik, 2007, Jg. 84, Heft 5, S. 320–328. (Digitalisat auf goetz-ilsemann.de), abgerufen am 17. Juni 2025 (PDF; 14 MB. Enthält Bericht zu den baustatischen Untersuchungen der Säulen während der Sanierungsphase von 2005–2010.)
- Manfred Overesch: St. Michael – Gottes Stadt und Bernwards Burg in Hildesheim. Georg-Olms-Verlag, Hildesheim 2010, ISBN 978-3-487-14472-6
- Manfred Overesch: DIESSEITS UND JENSEITS – Die Architektur der ottonischen Reichskirche St. Michaelis in Hildesheim. Verlag Schnell & Steiner, Regensburg 2025, ISBN 978-3-7954-9044-7

### Ausstattung
- Christoph Schulz-Mons: Die Chorschrankenreliefs der Michaeliskirche zu Hildesheim und ihre Beziehungen zur bambergisch-magdeburgischen Bauhütte. Bernward, Hildesheim 1979.
- Manfred Lausmann, Peter Königfeld: Das romanische Deckenbild der Ev. Pfarrkirche St. Michael in Hildesheim. In: Hans-Herbert Möller (Hrsg.): Restaurierung von Kulturdenkmalen. Beispiele aus der niedersächsischen Denkmalpflege. Niedersächsisches Landesverwaltungsamt – Institut für Denkmalpflege, Niemeyer, Hameln 1989, ISBN 3-87585-152-8, S. 197–201 (= Berichte zur Denkmalpflege, Beiheft 2).
- Bernhard Gallistl: Die Bernwardsäule und die Michaeliskirche zu Hildesheim. Georg-Olms-Verlag, Hildesheim 1993, ISBN 3-487-09755-9.
- Johannes Sommer: Das Deckenbild der Michaeliskirche zu Hildesheim. Ergänzter Reprint der Erstauflage Hildesheim 1966 nebst einer kritischen Übersicht über die seitherigen Forschungen 1999. Königstein i. Ts. 2000, ISBN 3-7845-7410-6.
- Peter Turek, Carola Schüritz: Die „Seligpreisungen im südlichen Seitenschiff von St. Michael in Hildesheim“. In: Matthias Exner, Ursula Schädler-Saub (Hrsg.): Die Restaurierung der Restaurierung? Zum Umgang mit Wandmalereien und Architekturfassungen des Mittelalters im 19. und 20. Jahrhundert. München 2002, ISBN 3-87490-681-7, S. 191–196 (= Schriften des Hornemann Instituts, Band 5; = ICOMOS – Hefte des Deutschen Nationalkomitees, Band XXXVII).
- Rolf-Jürgen Grote, Vera Kellner: Die Bilderdecke der Hildesheimer Michaeliskirche, Erforschung eines Weltkulturerbes. Aktuelle Befunde der Denkmalpflege im Rahmen der interdisziplinären Bestandssicherung und Erhaltungsplanung der Deckenmalerei. Deutscher Kunstverlag, München 2002, ISBN 3-422-06401-X (= Arbeitshefte zur Denkmalpflege in Niedersachsen, Band 28; 181 Seiten mit zahlreichen Illustrationen und Grafiken); doi:10.11588/diglit.52523; ub.uni-heidelberg.de
- Patricia Engel: Strategia podejmowania decyzji konserwatorskich w procesie identyfikacji i konserwacji historycznych śladów uauwania pisma (tekstu) w rękopisach (I–XV wiek) – Na przykładzie konserwacji – restauracji „Ratmann Sakramentary” z kolekcji Skarbów. Hildesheim. Diss. Warschau 2007.
- Michael Brandt: Bernwards Säule – Schätze aus dem Dom zu Hildesheim. Verlag Schnell & Steiner, Regensburg 2009, ISBN 978-3-7954-2046-8.
- Marko Jelusić: „Ein Löwe in seinem Fach“ – Wie Joseph Bohland die Deckenmalerei von St. Michaelis vor der sicheren Zerstörung rettete. In: H. Kemmerer (Hrsg.): St. Michaelis zu Hildesheim. Geschichte und Geschichten aus 1000 Jahren. Hildesheim 2010, ISBN 978-3-8067-8736-8, S. 108–113 (= Veröffentlichungen der Hildesheimer Volkshochschule zur Stadtgeschichte Hildesheims, Band 15); academia.edu